# 2024–2025-ös UEFA Konferencia Liga (selejtezők, főág)
A 2024–2025-ös UEFA Konferencia Liga selejtezőit négy fordulóban bonyolították le 2024. július 11. és augusztus 29. között. A főágon összesen 132 csapat vett részt, melyből 19 csapat jutott be a 36 csapatos alapszakaszba.

## Lebonyolítás
A főág a következő fordulókat tartalmazta:
- 1. selejtezőkör (50 csapat): 50 csapat lépett be ebben a körben.
- 2. selejtezőkör (86 csapat): 55 csapat lépett be ebben a körben, 6 kieső az Európa-liga 1. selejtezőkörének főágáról és 25 győztes az 1. selejtezőkörből.
- 3. selejtezőkör (52 csapat): 9 kieső az Európa-liga 2. selejtezőkörének főágáról és 43 győztes a 2. selejtezőkörből.
- Rájátszás (38 csapat): : 5 csapat lépett be a körben, 7 kieső az Európa-liga 3. selejtezőkörének főágáról és 26 győztes a 3. selejtezőkörből.

A rájátszás 19 győztese továbbjutott az alapszakaszba.

## Fordulók és időpontok
A sorsolások és a mérkőzések időpontjai a következők:
| Forduló         | Sorsolás           | 1. mérkőzés         | 2. mérkőzés         |
| --------------- | ------------------ | ------------------- | ------------------- |
| 1. selejtezőkör | 2024. június 18.   | 2024. július 11.    | 2024. július 18.    |
| 2. selejtezőkör | 2024. június 19.   | 2024. július 25.    | 2024. augusztus 1.  |
| 3. selejtezőkör | 2024. július 22.   | 2024. augusztus 8.  | 2024. augusztus 15. |
| Rájátszás       | 2024. augusztus 5. | 2024. augusztus 22. | 2024. augusztus 29. |

## 1. selejtezőkör
Az 1. selejtezőkör sorsolását 2024. június 18-án tartották.

### 1. selejtezőkör, kiemelés
Az 1. selejtezőkörben 50 csapat vett részt. A kiemelés a klubok 2024-es együtthatói alapján történt. Azonos tagországba tartozó csapatok nem kerülhettek egy párosításba. A csapatokat 5 csoportra osztották. A csapatok utáni sorszámot az UEFA határozta meg a sorsolás előtt. A csapatok a listában a sorszám szerint szerepelnek. A sorsoláskor sorszámokat sorsoltak, a számokhoz tartozó csapatok kerültek párosításra. Az elsőként kisorsolt csapat volt az első mérkőzés pályaválasztója.
| 1. csoport                                                                     | 1. csoport                                                           | 2. csoport                                                          | 2. csoport                                                                    | 3. csoport                                                        | 3. csoport                                                         |
| Kiemelt                                                                        | Nem kiemelt                                                          | Kiemelt                                                             | Nem kiemelt                                                                   | Kiemelt                                                           | Nem kiemelt                                                        |
| ------------------------------------------------------------------------------ | -------------------------------------------------------------------- | ------------------------------------------------------------------- | ----------------------------------------------------------------------------- | ----------------------------------------------------------------- | ------------------------------------------------------------------ |
| - Skendija - Budućnost Podgorica - Inter Club d’Escaldes - Tirana - La Fiorita | - Velež Mostar - Torpedo Kutaiszi - Malisheva - Noah - Isloch Minszk | - Breiðablik - F91 Dudelange - Tre Penne - St. Joseph’s - Crusaders | - Floriana - Shelbourne - Atlètic Club d’Escaldes - Tikvesh - Caernarfon Town | - Dinamo Tbiliszi - Partizani - Milsami Orhei - Sarajevo - Urartu | - Tarpeda Zsodzina - Aktöbe - Marsaxlokk - Mornar - Tallinna Kalev |
| 4. csoport                                                                     | 4. csoport                                                           | 5. csoport                                                          | 5. csoport                                                                    |                                                                   |                                                                    |
| Kiemelt                                                                        | Nem kiemelt                                                          | Kiemelt                                                             | Nem kiemelt                                                                   |                                                                   |                                                                    |
| - KuPS - B36 Tórshavn - FCI Levadia - Connah’s Quay Nomads - Vllaznia          | - Šiauliai - Bravo - Auda - UNA Strassen - Valur                     | - Žalgiris - Linfield - Paide Linnameeskond - Liepāja - Derry City  | - Bala Town - Víkingur - Stjarnan - VPS - Bruno’s Magpies                     |                                                                   |                                                                    |

### 1. selejtezőkör, párosítások
Az első mérkőzéseket július 10-én és 11-én, a második mérkőzéseket július 17-én és 18-án játszották. A párosítások győztesei a 2. selejtezőkörének főágára kerültek. A vesztesek kiestek.
| 1. csapat               | Össz.Tooltip Aggregate score | 2. csapat             | 1. mérk. | 2. mérk.   |
| ----------------------- | ---------------------------- | --------------------- | -------- | ---------- |
| Velež Mostar            | 2–6                          | Inter Club d’Escaldes | 1–1      | 1–5        |
| Floriana                | 4–2                          | Tre Penne             | 3–1      | 1–1        |
| Tarpeda Zsodzina        | 2–4                          | Milsami Orhei         | 2–4      | 0–0        |
| Šiauliai                | 0–2                          | FCI Levadia           | 0–2      | 0–0        |
| Bala Town               | 2–3                          | Paide Linnameeskond   | 1–2      | 1–1 (h.u.) |
| La Fiorita              | 1–1 (t. 4–2)                 | Isloch Minszk         | 0–1      | 1–0 (h.u.) |
| Caernarfon Town         | 3–3 (t. 8–7)                 | Crusaders             | 2–0      | 1–3 (h.u.) |
| Tallinna Kalev          | 1–4                          | Urartu                | 1–2      | 0–2        |
| Valur                   | 6–2                          | Vllaznia              | 2–2      | 4–0        |
| Bruno’s Magpies         | 3–2                          | Derry City            | 2–0      | 1–2 (h.u.) |
| Malisheva               | 1–3                          | Budućnost Podgorica   | 1–0      | 0–3        |
| Atlètic Club d’Escaldes | 0–3                          | F91 Dudelange         | 0–1      | 0–2        |
| Partizani               | 3–2                          | Marsaxlokk            | 1–1      | 2–1        |
| Auda                    | 3–0                          | B36 Tórshavn          | 2–0      | 1–0        |
| Stjarnan                | 4–3                          | Linfield              | 2–0      | 2–3        |
| Torpedo Kutaiszi        | 2–1                          | Tirana                | 1–1      | 1–0        |
| Shelbourne              | 3–2                          | St. Joseph’s          | 2–1      | 1–1        |
| Aktöbe                  | 3–3 (t. 3–4)                 | Sarajevo              | 0–1      | 3–2 (h.u.) |
| Bravo                   | 2–1                          | Connah’s Quay Nomads  | 0–1      | 2–0 (h.u.) |
| Liepāja                 | 1–3                          | Víkingur              | 1–1      | 0–2        |
| Noah                    | 4–1                          | Skendija              | 2–0      | 2–1        |
| Tikvesh                 | 4–5                          | Breiðablik            | 3–2      | 1–3        |
| Mornar                  | 3–2                          | Dinamo Tbiliszi       | 2–1      | 1–1        |
| UNA Strassen            | 0–5                          | KuPS                  | 0–0      | 0–5        |
| VPS                     | 1–3                          | Žalgiris              | 1–2      | 0–1        |

1. 1 2 3  A pályaválasztói jogot a sorsoláshoz képest felcserélték.

### 1. selejtezőkör, mérkőzések
| 2024. július 10. 20:00 |

| Velež Mostar | 1–1               | Inter Club d’Escaldes |
| ------------ | ----------------- | --------------------- |
| Lohan 65'    | (0–1) Jegyzőkönyv | Joanet 34'            |

| Stadion Grbavica, Szarajevó Nézőszám: 3831 Játékvezető: Jacob Karlsen (dán) |

| 2024. július 18. 18:00 |

| Inter Club d’Escaldes                     | 5–1               | Velež Mostar |
| ----------------------------------------- | ----------------- | ------------ |
| Lopez 44' 45+2' Domi 57' 84' Andreu 90+2' | (2–0) Jegyzőkönyv | Oreć 53'     |

| Estadi Nacional, Andorra la Vella Nézőszám: 422 Játékvezető: Michele Beltrano (San Marinó-i) |

| 2024. július 11. 19:00 |

| Floriana                       | 3–1               | Tre Penne |
| ------------------------------ | ----------------- | --------- |
| Nwoko 55' Vella 57' Santos 63' | (0–0) Jegyzőkönyv | Guidi 50' |

| Tony Bezzina Stadium, Paola Nézőszám: 625 Játékvezető: Florian Lata (albán) |

| 2024. július 18. 20:45 |

| Tre Penne       | 1–1               | Floriana    |
| --------------- | ----------------- | ----------- |
| Boccioletti 60' | (0–0) Jegyzőkönyv | Grech 90+5' |

| San Marino Stadion, Serravalle Nézőszám: 362 Játékvezető: Rustam Omarov (kazak) |

| 2024. július 11. 20:00 |

| Tarpeda Zsodzina            | 2–4               | Milsami Orhei                                    |
| --------------------------- | ----------------- | ------------------------------------------------ |
| Pobudey 33' Sharkovskiy 89' | (1–2) Jegyzőkönyv | Camara 20' Spătaru 30' 50' Premudrov 80' (öngól) |

| Király Sportlétesítmény, Szombathely, Magyarország Nézőszám: 0 Játékvezető: Miloš Savović (montenegrói) |

| 2024. július 18. 18:00 (19:00 EEST) |

| Milsami Orhei | 0–0         | Tarpeda Zsodzina |
| ------------- | ----------- | ---------------- |
|               | Jegyzőkönyv |                  |

| CSR Orhei, Orhei Nézőszám: 3000 Játékvezető: Csonka Bence (magyar) |

| 2024. július 11. 17:00 (18:00 EEST) |

| Šiauliai | 0–2               | FCI Levadia           |
| -------- | ----------------- | --------------------- |
|          | (0–2) Jegyzőkönyv | Musaba 7' Felicio 23' |

| Savivaldybė Stadion, Šiauliai Nézőszám: 1735 Játékvezető: Mervan Bejtullahu (koszovói) |

| 2024. július 18. 18:00 (19:00 EEST) |

| FCI Levadia | 0–0         | Šiauliai |
| ----------- | ----------- | -------- |
|             | Jegyzőkönyv |          |

| Lilleküla Stadium, Tallinn Nézőszám: 1198 Játékvezető: Lukasz Kuzma (lengyel) |

| 2024. július 11. 20:00 (19:00 BST) |

| Bala Town             | 1–2               | Paide Linnameeskond    |
| --------------------- | ----------------- | ---------------------- |
| Ukek 90+5' (11-esből) | (0–0) Jegyzőkönyv | Ceesay 64' Medić 90+2' |

| Park Hall, Oswestry, Anglia Nézőszám: 476 Játékvezető: Matthew MacDermid (skót) |

| 2024. július 18. 18:30 (19:30 EEST) |

| Paide Linnameeskond | 1–1 (h. u.)                 | Bala Town |
| ------------------- | --------------------------- | --------- |
| Hõim 120'           | (0–1, 0–1, 0–1) Jegyzőkönyv | Peate 12' |

| Pärnu Rannastaadion, Pärnu Nézőszám: 1259 Játékvezető: Danilo Nikolić (szerb) |

| 2024. július 11. 20:45 |

| La Fiorita | 0–1               | Isloch Minszk |
| ---------- | ----------------- | ------------- |
|            | (0–1) Jegyzőkönyv | Butsko 34'    |

| San Marino Stadion, Serravalle Nézőszám: 217 Játékvezető: Jasmin Sabotic (luxemburgi) |

| 2024. július 18. 19:30 |

| Isloch Minszk                 | 0–1 (h. u.)                 | La Fiorita                               |
| ----------------------------- | --------------------------- | ---------------------------------------- |
|                               | (0–0, 0–1, 0–1) Jegyzőkönyv | J. Semprini 87'                          |
| Büntetőpárbaj                 |                             |                                          |
| Rovdo Kovel Sibilev Zhuravlev | 2–4                         | Casolla Cicarelli Guerrieri Olcese Pezzi |

| Városi stadion, Mezőkövesd, Magyarország Nézőszám: 20 Játékvezető: Jovan Kachevski (északmacedón) |

| 2024. július 11. 19:30 (18:30 BST) |

| Caernarfon Town    | 2–0               | Crusaders |
| ------------------ | ----------------- | --------- |
| Owen 4' Clarke 37' | (2–0) Jegyzőkönyv |           |

| Nantporth, Bangor Nézőszám: 1088 Játékvezető: Rob Harvey (ír) |

| 2024. július 17. 20:45 (19:45 BST) |

| Crusaders                                                      | 3–1 (h. u.)                 | Caernarfon Town                                                        |
| -------------------------------------------------------------- | --------------------------- | ---------------------------------------------------------------------- |
| Kennedy 47' Larmour 49' Lowry 72'                              | (0–1, 3–1, 3–1) Jegyzőkönyv | Mendes 24'                                                             |
| Büntetőpárbaj                                                  |                             |                                                                        |
| Kennedy Forsythe Larmour Boyd Teelan O'Rourke Lowry Barr Owens | 7–8                         | Gosset Mendes Owen Clarke Faux McMullan Downey G. Williams M. Williams |

| Seaview, Belfast Nézőszám: 2184 Játékvezető: Heini Ziskason Viðoy (feröeri) |

| 2024. július 11. 18:30 (19:30 EEST) |

| Tallinna Kalev | 1–2               | Urartu            |
| -------------- | ----------------- | ----------------- |
| Teeväli 11'    | (1–1) Jegyzőkönyv | Movsesyan 28' 77' |

| Kadriorg Stadion, Tallinn Nézőszám: 1217 Játékvezető: Dmytro Kubriak (ukrán) |

| 2024. július 18. 17:00 (19:00 AMT) |

| Urartu           | 2–0               | Tallinna Kalev |
| ---------------- | ----------------- | -------------- |
| Mirzoyan 12' 49' | (1–0) Jegyzőkönyv |                |

| Urartu Stadion, Jereván Nézőszám: 2200 Játékvezető: Pavle Ilić (szerb) |

| 2024. július 11. 21:00 (19:00 WET) |

| Valur                          | 2–2               | Vllaznia            |
| ------------------------------ | ----------------- | ------------------- |
| Tryggvason 12' Heimisson 90+9' | (1–1) Jegyzőkönyv | Krymi 23' Dodaj 85' |

| Hlíðarendi, Reykjavík Nézőszám: 754 Játékvezető: Tim Marshall (északír) |

| 2024. július 18. 18:00 |

| Vllaznia | 0–4               | Valur                                                     |
| -------- | ----------------- | --------------------------------------------------------- |
|          | (0–3) Jegyzőkönyv | Sigurðsson 13' Tryggvason 16' Pedersen 36' Haraldsson 68' |

| Loro Boriçi Stadion, Shkodra Nézőszám: 3500 Játékvezető: Simone Sozza (olasz) |

| 2024. július 11. 18:00 |

| Bruno’s Magpies       | 2–0               | Derry City |
| --------------------- | ----------------- | ---------- |
| Taylor 49' Zúñiga 82' | (0–0) Jegyzőkönyv |            |

| Europa Sports Park, Gibraltár Nézőszám: 725 Játékvezető: Rob Jenkins (walesi) |

| 2024. július 18. 20:45 (19:45 BST) |

| Derry City             | 2–1 (h. u.)                 | Bruno’s Magpies |
| ---------------------- | --------------------------- | --------------- |
| Connelly 38' Hoban 57' | (1–0, 1–1, 1–1) Jegyzőkönyv | De Haro 111'    |

| Ryan McBride Brandywell Stadion, Derry Nézőszám: 2568 Játékvezető: Antoine Paul Chiaramonti (andorrai) |

| 2024. július 11. 17:00 |

| Malisheva  | 1–0               | Budućnost Podgorica |
| ---------- | ----------------- | ------------------- |
| Brruti 67' | (0–0) Jegyzőkönyv |                     |

| Zahir Pajaziti Stadium, Podujevo Nézőszám: 701 Játékvezető: Martin Matoša (szlovén) |

| 2024. július 18. 21:00 |

| Budućnost Podgorica                 | 3–0               | Malisheva |
| ----------------------------------- | ----------------- | --------- |
| Ivanović 32' Grivić 56' Perišić 89' | (1–0) Jegyzőkönyv |           |

| Podgorica városi stadion, Podgorica Nézőszám: 3900 Játékvezető: Káprály Mihály (magyar) |

| 2024. július 11. 18:30 |

| Atlètic Club d’Escaldes | 0–1               | F91 Dudelange |
| ----------------------- | ----------------- | ------------- |
|                         | (0–1) Jegyzőkönyv | Bojić 17'     |

| Estadi Nacional, Andorra la Vella Nézőszám: 198 Játékvezető: Paul McLaughlin (ír) |

| 2024. július 18. 19:00 |

| F91 Dudelange            | 2–0               | Atlètic Club d’Escaldes |
| ------------------------ | ----------------- | ----------------------- |
| Hadji 60' (11-esből) 79' | (0–0) Jegyzőkönyv |                         |

| Stade Jos Nosbaum, Dudelange Nézőszám: 1105 Játékvezető: Kadir Sağlam (török) |

| 2024. július 11. 20:00 |

| Partizani  | 1–1               | Marsaxlokk |
| ---------- | ----------------- | ---------- |
| Murataj 2' | (1–1) Jegyzőkönyv | Yuri 15'   |

| Elbasan Aréna, Elbasan Nézőszám: 1000 Játékvezető: Roman Jitari (moldáv) |

| 2024. július 18. 19:00 |

| Marsaxlokk | 1–2               | Partizani           |
| ---------- | ----------------- | ------------------- |
| Yuri 46'   | (0–0) Jegyzőkönyv | Cara 48' Keko 90+3' |

| Centenáriumi Stadion, Ta’ Qali Nézőszám: 748 Játékvezető: Igor Stojchevski (északmacedón) |

| 2024. július 10. 21:00 (22:00 EEST) |

| Auda                 | 2–0               | B36 Tórshavn |
| -------------------- | ----------------- | ------------ |
| Taiwo 12' Traore 85' | (1–0) Jegyzőkönyv |              |

| Skonto Stadion, Riga Nézőszám: 554 Játékvezető: Damian Kos (lengyel) |

| 2024. július 18. 19:00 (18:00 WEST) |

| B36 Tórshavn | 0–1               | Auda      |
| ------------ | ----------------- | --------- |
|              | (0–0) Jegyzőkönyv | Talla 62' |

| Tórsvøllur, Tórshavn Nézőszám: 627 Játékvezető: Oliver Reitala (finn) |

| 2024. július 11. 21:00 (19:00 WET) |

| Stjarnan                      | 2–0               | Linfield |
| ----------------------------- | ----------------- | -------- |
| Atlason 22' McKee 60' (öngól) | (1–0) Jegyzőkönyv |          |

| Stjörnuvöllur, Garðabær Nézőszám: 682 Játékvezető: Iwan Griffith (walesi) |

| 2024. július 18. 20:45 (19:45 BST) |

| Linfield                                        | 3–2               | Stjarnan                   |
| ----------------------------------------------- | ----------------- | -------------------------- |
| Kristjansson 7' (öngól) Orr 70' Fitzpatrick 76' | (1–0) Jegyzőkönyv | Atlason 57' Eggertsson 88' |

| Windsor Park, Belfast Nézőszám: 3046 Játékvezető: Granit Maqedonci (svéd) |

| 2024. július 11. 19:00 (21:00 GET) |

| Torpedo Kutaiszi | 1–1               | Tirana     |
| ---------------- | ----------------- | ---------- |
| Mici 20' (öngól) | (1–0) Jegyzőkönyv | Haxhiu 87' |

| Ramaz Shengelia Stadion, Kutaiszi Nézőszám: 8633 Játékvezető: Zaven Hovhannisyan (örmény) |

| 2024. július 18. 20:00 |

| Tirana | 0–1               | Torpedo Kutaiszi |
| ------ | ----------------- | ---------------- |
|        | (0–1) Jegyzőkönyv | Johnsen 3'       |

| Elbasan Aréna, Elbasan Nézőszám: 1800 Játékvezető: Dalibor Černý (cseh) |

| 2024. július 11. 20:45 (19:45 IST) |

| Shelbourne                     | 2–1               | St. Joseph’s  |
| ------------------------------ | ----------------- | ------------- |
| Coyle 1' Jarvis 58' (11-esből) | (1–1) Jegyzőkönyv | Javi Paul 40' |

| Tolka Park, Dublin Nézőszám: 3655 Játékvezető: Luís Teixeira (andorrai) |

| 2024. július 18. 18:00 |

| St. Joseph’s | 1–1               | Shelbourne |
| ------------ | ----------------- | ---------- |
| Walker 25'   | (1–1) Jegyzőkönyv | Bone 34'   |

| Europa Sports Park, Gibraltár Nézőszám: 763 Játékvezető: Ladislav Szikszay (cseh) |

| 2024. július 11. 17:00 (20:00 KZT) |

| Aktöbe | 0–1               | Sarajevo     |
| ------ | ----------------- | ------------ |
|        | (0–0) Jegyzőkönyv | Kyeremeh 90' |

| Központi Stadion, Aktöbe Nézőszám: 12 400 Játékvezető: Ivo Torres (luxemburgi) |

| 2024. július 18. 21:00 |

| Sarajevo                                         | 2–3 (h. u.)                 | Aktöbe                                  |
| ------------------------------------------------ | --------------------------- | --------------------------------------- |
| Guliashvili 57' Oliveira 96'                     | (0–1, 1–2, 2–3) Jegyzőkönyv | Umayev 41' Tanzharikov 75' Jean 93'     |
| Büntetőpárbaj                                    |                             |                                         |
| Anđušić Mehmedović Oliveira Julardžija Duraković | 4–3                         | Romero Tanzharikov Jean Samorodov Kasym |

| Koševo városi stadion, Szarajevó Nézőszám: 21 667 Játékvezető: Zorbay Küçük (török) |

| 2024. július 11. 18:00 |

| Bravo | 0–1               | Connah’s Quay Nomads |
| ----- | ----------------- | -------------------- |
|       | (0–0) Jegyzőkönyv | Maher 83'            |

| Šiška Sports Park, Ljubljana Nézőszám: 1100 Játékvezető: Sivert Øksnes Amland (norvég) |

| 2024. július 18. 19:30 (18:30 BST) |

| Connah’s Quay Nomads | 0–2 (h. u.)                 | Bravo                     |
| -------------------- | --------------------------- | ------------------------- |
|                      | (0–0, 0–1, 0–1) Jegyzőkönyv | Jakšić 88' Poplatnik 116' |

| Nantporth, Bangor Nézőszám: 775 Játékvezető: Ben McMaster (északír) |

| 2024. július 11. 17:00 (18:00 EEST) |

| Liepāja   | 1–1               | Víkingur      |
| --------- | ----------------- | ------------- |
| Šimić 55' | (0–1) Jegyzőkönyv | Kallsberg 21' |

| Daugava Stadium, Liepāja Nézőszám: 1762 Játékvezető: Tom Owen (walesi) |

| 2024. július 18. 20:00 (19:00 WEST) |

| Víkingur                      | 2–0               | Liepāja |
| ----------------------------- | ----------------- | ------- |
| Kallsberg 30' Justinussen 43' | (2–0) Jegyzőkönyv |         |

| Við Djúpumýrar, Klaksvík Nézőszám: 905 Játékvezető: Joakim Östling (svéd) |

| 2024. július 11. 18:00 (20:00 AMT) |

| Noah                       | 2–0               | Skendija |
| -------------------------- | ----------------- | -------- |
| Gregório 81' Miljković 90' | (0–0) Jegyzőkönyv |          |

| Abovyan városi stadion, Abovyan Nézőszám: 3100 Játékvezető: Viktor Shimusik (fehérorosz) |

| 2024. július 18. 20:00 |

| Skendija | 1–2               | Noah                       |
| -------- | ----------------- | -------------------------- |
| Cake 53' | (0–1) Jegyzőkönyv | Miljković 20' Pinson 90+1' |

| Toše Proeski Arena, Szkopje Nézőszám: 2350 Játékvezető: Dominik Starý (cseh) |

| 2024. július 11. 17:00 |

| Tikvesh                                   | 3–2               | Breiðablik                    |
| ----------------------------------------- | ----------------- | ----------------------------- |
| Stojkoski 74' Stojanov 80' Léo Guerra 83' | (0–2) Jegyzőkönyv | Einarsson 13' Kristinsson 31' |

| Toše Proeski Arena, Szkopje Nézőszám: 2872 Játékvezető: Jérémy Muller (luxemburgi) |

| 2024. július 18. 21:15 (19:15 WET) |

| Breiðablik                                           | 3–1               | Tikvesh   |
| ---------------------------------------------------- | ----------------- | --------- |
| Steindórsson 44' Gunnlaugsson 53' Mojsov 85' (öngól) | (1–1) Jegyzőkönyv | Spahiu 9' |

| Kópavogsvöllur, Kópavogur Nézőszám: 816 Játékvezető: Peiman Simani (finn) |

| 2024. július 11. 20:45 |

| Mornar                    | 2–1               | Dinamo Tbiliszi    |
| ------------------------- | ----------------- | ------------------ |
| Đurišić 20' Vušurović 23' | (2–0) Jegyzőkönyv | Ugrekhelidze 90+4' |

| DG Arena, Podgorica Nézőszám: 650 Játékvezető: Georgi Ginchev (bolgár) |

| 2024. július 18. 19:00 (21:00 GET) |

| Dinamo Tbiliszi | 1–1               | Mornar    |
| --------------- | ----------------- | --------- |
| Szalia 33'      | (1–0) Jegyzőkönyv | Zorić 57' |

| Mikheil Meskhi Stadion, Tbiliszi Nézőszám: 4000 Játékvezető: Ion Orlic (moldáv) |

| 2024. július 11. 19:00 |

| UNA Strassen | 0–0         | KuPS |
| ------------ | ----------- | ---- |
|              | Jegyzőkönyv |      |

| Stade Municipal de la Ville de Differdange, Differdange Nézőszám: 1046 Játékvezető: Helgi Mikael Jónasson (izlandi) |

| 2024. július 18. 17:00 (18:00 EEST) |

| KuPS                                                    | 5–0               | UNA Strassen |
| ------------------------------------------------------- | ----------------- | ------------ |
| Ruoppi 18' 20' Vidjeskog 48' Diawara 75' Heinonen 90+1' | (2–0) Jegyzőkönyv |              |

| Kuopio Stadion, Kuopio Nézőszám: 2790 Játékvezető: Ian McNabb (északír) |

| 2024. július 11. 19:00 (20:00 EEST) |

| VPS        | 1–2               | Žalgiris                 |
| ---------- | ----------------- | ------------------------ |
| Ahiabu 59' | (0–1) Jegyzőkönyv | Fofana 25' Kendysh 90+4' |

| Hietalahti Stadium, Vaasa Nézőszám: 3580 Játékvezető: Jóhan Hendrik Ellefsen (feröeri) |

| 2024. július 18. 18:00 (19:00 EEST) |

| Žalgiris     | 1–0               | VPS |
| ------------ | ----------------- | --- |
| Fofana 45+4' | (1–0) Jegyzőkönyv |     |

| LFF Stadion, Vilnius Nézőszám: 4377 Játékvezető: Bahattin Simsek (török) |

## 2. selejtezőkör
A 2. selejtezőkör sorsolását 2024. június 19-én tartották.

### 2. selejtezőkör, kiemelés
A 2. selejtezőkörben 86 csapat vett részt. A kiemelés a klubok 2024-es együtthatói alapján történt. Azonos tagországba tartozó csapatok nem kerülhettek egy párosításba.  A csapatokat 9 csoportra osztották. A csapatok utáni sorszámot az UEFA határozta meg a sorsolás előtt. A csapatok a listában a sorszám szerint szerepelnek. A sorsoláskor sorszámokat sorsoltak, a számokhoz tartozó csapatok kerültek párosításra. Az elsőként kisorsolt csapat volt az első mérkőzés pályaválasztója.
- T: Az 1. selejtezőkörből továbbjutott csapat, a sorsoláskor nem volt ismert. A dőlt betűvel írtak az 1. selejtezőkörben egy magasabb együtthatóval rendelkező csapat ellen győztek, az ellenfél együtthatójával szerepeltek a sorsoláson.
- EL: Az EL 1. selejtezőköréből kiesett csapat, a sorsoláskor nem volt ismert. A dőlt betűvel írtak az EL 1. selejtezőkörében egy alacsonyabb együtthatóval rendelkező csapat ellen vesztettek, az ellenfél együtthatójával szerepeltek a sorsoláson.

| 1. csoport                                                                  | 1. csoport                                                                              | 2. csoport                                                                       | 2. csoport                                                                    | 3. csoport                                                                       | 3. csoport                                                                                      |
| Kiemelt                                                                     | Nem kiemelt                                                                             | Kiemelt                                                                          | Nem kiemelt                                                                   | Kiemelt                                                                          | Nem kiemelt                                                                                     |
| --------------------------------------------------------------------------- | --------------------------------------------------------------------------------------- | -------------------------------------------------------------------------------- | ----------------------------------------------------------------------------- | -------------------------------------------------------------------------------- | ----------------------------------------------------------------------------------------------- |
| - København - F91 Dudelange (T) - Go Ahead Eagles - St. Mirren - Auda (T)   | - Brann - Häcken - Bruno’s Magpies (T) - Valur (T) - Cliftonville                       | - İstanbul Başakşehir - Hapóél Beér-Seva - Omónia - Fehérvár - St. Gallen        | - Torpedo Kutaiszi (T) - Cherno More - La Fiorita (T) - Sumqayıt - Tobil (EL) | - Legia Warszawa - Hajduk Split - Breiðablik (T) - Austria Wien - Mladá Boleslav | - Drita - HB Tórshavn - Caernarfon Town (T) - Ilves - TransINVEST                               |
| 4. csoport                                                                  | 4. csoport                                                                              | 5. csoport                                                                       | 5. csoport                                                                    | 6. csoport                                                                       | 6. csoport                                                                                      |
| Kiemelt                                                                     | Nem kiemelt                                                                             | Kiemelt                                                                          | Nem kiemelt                                                                   | Kiemelt                                                                          | Nem kiemelt                                                                                     |
| - Dnyipro–1 - Zrinjski Mostar - Osijek - Budućnost Podgorica (T) - Noah (T) | - FCI Levadia (T) - Bravo (T) - Puskás Akadémia - CSZKA 1948 - Sliema Wanderers         | - Žalgiris (T) - Riga - Olimpija Ljubljana - DAC Dunajská Streda - Baník Ostrava | - Polisszja Zsitomir - Śląsk Wrocław - Páfosz (EL) - Zira (EL) - Urartu (T)   | - Djurgården - Vitória de Guimarães - AÉK - Universitatea Craiova - Zürich       | - Inter Club d’Escaldes (T) - Floriana (T) - Progrès Niederkorn - Maribor (EL) - Shelbourne (T) |
| 7. csoport                                                                  | 7. csoport                                                                              | 8. csoport                                                                       | 8. csoport                                                                    | 9. csoport                                                                       | 9. csoport                                                                                      |
| Kiemelt                                                                     | Nem kiemelt                                                                             | Kiemelt                                                                          | Nem kiemelt                                                                   | Kiemelt                                                                          | Nem kiemelt                                                                                     |
| - KAA Gent - Stjarnan (T) - KuPS (T) - Vaduz - Brøndby                      | - Tromsø - Paide Linnameeskond (T) - Víkingur (T) - St. Patrick’s Athletic - Llapi (EL) | - CFR Cluj - Spartak Trnava - Ararat-Armenia - Mornar Bar (T)                    | - Sarajevo - Radnički 1923 - Zimbru Chisinau - Nyoman Hrodna                  | - Makkabi Haifa - Asztana - AÉK Lárnakasz - Partizani (T)                        | - Milsami Orhei (T) - Iberia 1999 - Paks (EL) - Sabah                                           |

### 2. selejtezőkör, párosítások
Az első mérkőzéseket július 24-én és 25-én, a második mérkőzéseket július 31-én és augusztus 1-jén játszották. A párosítások győztesei a 3. selejtezőkörbe kerültek. A vesztesek kiestek.
| 1. csapat              | Össz.Tooltip Aggregate score | 2. csapat             | 1. mérk. | 2. mérk.   |
| ---------------------- | ---------------------------- | --------------------- | -------- | ---------- |
| Go Ahead Eagles        | 1–2                          | Brann                 | 0–0      | 1–2        |
| Omónia                 | 5–2                          | Torpedo Kutaiszi      | 3–1      | 2–1        |
| Breiðablik             | 1–3                          | Drita                 | 1–2      | 0–1        |
| Osijek                 | 6–1                          | FCI Levadia           | 5–1      | 1–0        |
| Olimpija Ljubljana     | 4–1                          | Polisszja Zsitomir    | 2–0      | 2–1        |
| AÉK                    | 8–3                          | Inter Club d’Escaldes | 4–3      | 4–0        |
| KuPS                   | 0–2                          | Tromsø                | 0–1      | 0–1        |
| Valur                  | 1–4                          | St. Mirren            | 0–0      | 1–4        |
| Sumqayıt               | 1–2                          | Fehérvár              | 1–2      | 0–0        |
| Ilves                  | 5–5 (t. 5–4)                 | Austria Wien          | 2–1      | 3–4 (h.u.) |
| CSZKA 1948             | 2–1                          | Budućnost Podgorica   | 1–0      | 1–1 (h.u.) |
| Zira                   | 6–1                          | DAC Dunajská Streda   | 4–0      | 2–1        |
| Maribor                | 4–3                          | Universitatea Craiova | 2–0      | 2–3        |
| St. Patrick’s Athletic | 5–3                          | Vaduz                 | 3–1      | 2–2        |
| Bruno’s Magpies        | 1–8                          | København             | 0–3      | 1–5        |
| İstanbul Başakşehir    | 10–1                         | La Fiorita            | 6–1      | 4–0        |
| Legia Warszawa         | 11–0                         | Caernarfon Town       | 6–0      | 5–0        |
| Dnyipro–1              | 0–6                          | Puskás Akadémia       | 0–3      | 0–3        |
| Žalgiris               | 2–4                          | Páfosz                | 2–1      | 0–3 (h.u.) |
| Djurgården             | 3–1                          | Progrès Niederkorn    | 3–0      | 0–1        |
| Gent                   | 7–1                          | Víkingur              | 4–1      | 3–0        |
| F91 Dudelange          | 3–12                         | BK Häcken             | 2–6      | 1–6        |
| Hapóél Beér-Seva       | 2–1                          | Cherno More           | 0–0      | 2–1        |
| Hajduk Split           | 2–0                          | HB Tórshavn           | 2–0      | 0–0        |
| Zrinjski Mostar        | 3–2                          | Bravo                 | 0–1      | 3–1        |
| Riga                   | 2–3                          | Śląsk Wrocław         | 1–0      | 1–3        |
| Floriana               | 0–5                          | Vitória de Guimarães  | 0–1      | 0–4        |
| Stjarnan               | 2–5                          | Paide Linnameeskond   | 2–1      | 0–4        |
| Cliftonville           | 1–4                          | Auda                  | 1–2      | 0–2        |
| St. Gallen             | 5–1                          | Tobil                 | 4–1      | 1–0        |
| Mladá Boleslav         | 3–0                          | TransINVEST           | 2–0      | 1–0        |
| Noah                   | 7–0                          | Sliema Wanderers      | 7–0      | 0–0        |
| Baník Ostrava          | 7–1                          | Urartu                | 5–1      | 2–0        |
| Zürich                 | 3–0                          | Shelbourne            | 3–0      | 0–0        |
| Brøndby                | 8–2                          | Llapi                 | 6–0      | 2–2        |
| CFR Cluj               | 5–0                          | Nyoman Hrodna         | 0–0      | 5–0        |
| Zimbru Chișinău        | 1–6                          | Ararat-Armenia        | 0–3      | 1–3        |
| Radnički 1923          | 2–2 (t. 3–4)                 | Mornar                | 1–0      | 1–2 (h.u.) |
| Sarajevo               | 0–3                          | Spartak Trnava        | 0–0      | 0–3        |
| Makkabi Haifa          | 6–6 (t. 2–3)                 | Sabah                 | 0–3      | 6–3 (h.u.) |
| Paks                   | 5–0                          | AÉK Lárnakasz         | 3–0      | 2–0        |
| Iberia 1999            | 2–0                          | Partizani             | 2–0      | 0–0        |
| Milsami Orhei          | 1–2                          | Asztana               | 1–1      | 0–1        |

1. 1 2 3  A pályaválasztói jogot a sorsoláshoz képest felcserélték.

### 2. selejtezőkör, mérkőzések
| 2024. július 25. 18:30 |

| Go Ahead Eagles | 0–0         | Brann |
| --------------- | ----------- | ----- |
|                 | Jegyzőkönyv |       |

| De Adelaarshorst, Deventer Játékvezető: Denys Shurman (ukrán) |

| 2024. augusztus 1. 19:00 |

| Brann                 | 2–1               | Go Ahead Eagles |
| --------------------- | ----------------- | --------------- |
| Finne 42' Knudsen 62' | (1–1) Jegyzőkönyv | Tengstedt 2'    |

| Brann Stadion, Bergen Játékvezető: Ívar Orri Kristjánsson (izlandi) |

| 2024. július 25. 18:30 (19:30 EEST) |

| Omónia                        | 3–1               | Torpedo Kutaiszi |
| ----------------------------- | ----------------- | ---------------- |
| Coulibaly 41' 78' Ewandro 84' | (1–0) Jegyzőkönyv | Pires 75'        |

| GSZP Stadion, Nicosia Játékvezető: Martin Matoša (szlovén) |

| 2024. augusztus 1. 19:00 (21:00 GET) |

| Torpedo Kutaiszi | 1–2               | Omónia                              |
| ---------------- | ----------------- | ----------------------------------- |
| Yansané 47'      | (0–1) Jegyzőkönyv | Stępiński 25' Semedo 81' (11-esből) |

| Ramaz Shengelia Stadion, Kutaiszi Játékvezető: Ishmael Barbara (máltai) |

| 2024. július 25. 21:15 (19:15 WET) |

| Breiðablik       | 1–2               | Drita              |
| ---------------- | ----------------- | ------------------ |
| Thorvaldsson 71' | (0–2) Jegyzőkönyv | Manaj 2' Tusha 23' |

| Kópavogsvöllur, Kópavogur Játékvezető: Jan Petřík (cseh) |

| 2024. augusztus 1. 17:00 |

| Drita       | 1–0               | Breiðablik |
| ----------- | ----------------- | ---------- |
| Selmani 67' | (0–0) Jegyzőkönyv |            |

| Zahir Pajaziti Stadion, Podujevo Játékvezető: Kamal Umudlu (azeri) |

| 2024. július 25. 20:00 |

| Osijek                                  | 5–1               | FCI Levadia |
| --------------------------------------- | ----------------- | ----------- |
| Miérez 9' 18' 27' Guedes 34' Bukvić 68' | (4–1) Jegyzőkönyv | Yakovlev 8' |

| Játékvezető: Jacob Karlsen (dán) |

| 2024. augusztus 1. 18:00 (19:00 EEST) |

| FCI Levadia | 0–1               | Osijek    |
| ----------- | ----------------- | --------- |
|             | (0–0) Jegyzőkönyv | Pušić 63' |

| Lilleküla Stadion, Tallinn Játékvezető: Menelaos Antoniou (ciprusi) |

| 2024. július 25. 19:00 |

| Olimpija Ljubljana      | 2–0               | Polisszja Zsitomir |
| ----------------------- | ----------------- | ------------------ |
| Florucz 56' Pinto 90+2' | (0–0) Jegyzőkönyv |                    |

| Stožice Stadion, Ljubljana Játékvezető: Javier Alberola Rojas (spanyol) |

| 2024. augusztus 1. 18:00 |

| Polisszja Zsitomir | 1–2               | Olimpija Ljubljana       |
| ------------------ | ----------------- | ------------------------ |
| Kushnirenko 1'     | (1–1) Jegyzőkönyv | Florucz 11' Durdov 90+3' |

| Játékvezető: Miloš Milanović (szerb) |

| 2024. július 25. 20:00 (21:00 EEST) |

| AÉK                                               | 4–3               | Inter Club d’Escaldes                               |
| ------------------------------------------------- | ----------------- | --------------------------------------------------- |
| Ljubičić 6' García 20' Gaćinović 31' Moukoudi 53' | (3–0) Jegyzőkönyv | Vida 65' (öngól) Andreu 78' (11-esből) Martínez 83' |

| Agia Sophia Stadium, Athén Játékvezető: Lothar D'hondt (belga) |

| 2024. augusztus 1. 18:30 |

| Inter Club d’Escaldes | 0–4               | AÉK                            |
| --------------------- | ----------------- | ------------------------------ |
|                       | (0–1) Jegyzőkönyv | García 29' 74' 86' Amrabat 83' |

| Estadi Nacional, Andorra la Vella Játékvezető: Ondřej Berka (cseh) |

| 2024. július 25. 17:00 (18:00 EEST) |

| KuPS | 0–1               | Tromsø     |
| ---- | ----------------- | ---------- |
|      | (0–0) Jegyzőkönyv | Nordås 54' |

| Kuopio stadion, Kuopio Játékvezető: Iwan Griffith (walesi) |

| 2024. augusztus 1. 19:00 |

| Tromsø          | 1–0               | KuPS |
| --------------- | ----------------- | ---- |
| Hjertø-Dahl 29' | (1–0) Jegyzőkönyv |      |

| Alfheim Stadion, Tromsø Játékvezető: Jasper Vergoote (belga) |

| 2024. július 25. 20:45 (18:45 WET) |

| Valur | 0–0         | St. Mirren |
| ----- | ----------- | ---------- |
|       | Jegyzőkönyv |            |

| Hlíðarendi, Reykjavík Játékvezető: Damian Kos (lengyel) |

| 2024. augusztus 1. 20:45 (19:45 BST) |

| St. Mirren                                       | 4–1               | Valur                     |
| ------------------------------------------------ | ----------------- | ------------------------- |
| Rooney 16' Olusanya 52' O'Hara 65' Iacovitti 87' | (1–0) Jegyzőkönyv | Haraldsson 75' (11-esből) |

| St Mirren Park, Paisley Játékvezető: Mikkel Redder (dán) |

| 2024. július 25. 18:00 (20:00 AZT) |

| Sumqayıt        | 1–2               | Fehérvár                     |
| --------------- | ----------------- | ---------------------------- |
| Abdullazade 20' | (1–1) Jegyzőkönyv | Christensen 39' Spandler 52' |

| Sumgayit City Stadium, Sumgait Játékvezető: Florian Lata (albán) |

| 2024. augusztus 1. 19:00 |

| Fehérvár | 0–0         | Sumqayıt |
| -------- | ----------- | -------- |
|          | Jegyzőkönyv |          |

| Sóstói Stadion, Székesfehérvár Játékvezető: Kristoffer Karlsson (svéd) |

| 2024. július 25. 18:00 (19:00 EEST) |

| Ilves                 | 2–1               | Austria Wien     |
| --------------------- | ----------------- | ---------------- |
| Haarala 51' Riski 88' | (0–0) Jegyzőkönyv | Lucas Galvão 90' |

| Tammelan Stadion, Tampere Játékvezető: Alejandro Muñiz Ruiz (spanyol) |

| 2024. augusztus 1. 20:30 |

| Austria Wien                               | 4–3 (h. u.)                 | Ilves                                        |
| ------------------------------------------ | --------------------------- | -------------------------------------------- |
| Malone 22' Gruber 27' Barry 68' Prelec 97' | (2–1, 3–2, 4–3) Jegyzőkönyv | Ala-Myllymäki 30' Mäenpää 90' Söderbäck 102' |
| Büntetőpárbaj                              |                             |                                              |
| Fischer Galvão Pérez Vinlöf Meisl Fitz     | 4–5                         | Arifi Popovitch Haarala Pikkarainen Riski    |

| Franz Horr Stadion, Bécs Nézőszám: 8555 Játékvezető: Ian McNabb (északír) |

| 2024. július 25. 19:30 (20:30 EEST) |

| CSZKA 1948    | 1–0               | Budućnost Podgorica |
| ------------- | ----------------- | ------------------- |
| Karagaren 44' | (1–0) Jegyzőkönyv |                     |

| Vaszil Levszki Nemzeti Stadion, Szófia Játékvezető: Irakli Kvirikashvili (grúz) |

| 2024. augusztus 1. 21:00 |

| Budućnost Podgorica | 1–1 (h. u.)                 | CSZKA 1948   |
| ------------------- | --------------------------- | ------------ |
| Perišić 65'         | (0–0, 1–0, 1–1) Jegyzőkönyv | Serdyuk 102' |

| DG Arena, Podgorica Játékvezető: Michal Očenáš (szlovák) |

| 2024. július 25. 17:30 (19:30 AZT) |

| Zira                                 | 4–0               | DAC Dunajská Streda |
| ------------------------------------ | ----------------- | ------------------- |
| Utzig 29' Júnior 31' Volkovi 51' 53' | (2–0) Jegyzőkönyv |                     |

| Dalga Arena, Baku Játékvezető: Ivo Torres (luxemburgi) |

| 2024. augusztus 1. 20:30 |

| DAC Dunajská Streda | 1–2               | Zira                            |
| ------------------- | ----------------- | ------------------------------- |
| Méndez 40'          | (1–1) Jegyzőkönyv | Utzig 25' Alıyev 57' (11-esből) |

| MOL Aréna, Dunaszerdahely Játékvezető: Jovan Kachevski (északmacedón) |

| 2024. július 25. 20:15 |

| Maribor                    | 2–0               | Universitatea Craiova |
| -------------------------- | ----------------- | --------------------- |
| J. Repas 57' Jakupović 88' | (0–0) Jegyzőkönyv |                       |

| Stadion Ljudski vrt, Maribor Játékvezető: Mads Kristoffersen (dán) |

| 2024. augusztus 1. 19:00 (20:00 EEST) |

| Universitatea Craiova              | 3–2               | Maribor                  |
| ---------------------------------- | ----------------- | ------------------------ |
| Mitriță 52' Grego 72' Koljić 90+5' | (0–0) Jegyzőkönyv | Iličić 68' Jakupović 82' |

| Ion Oblemenco Stadion, Craiova Játékvezető: Jasmin Sabotic (luxemburgi) |

| 2024. július 25. 20:45 (19:45 IST) |

| St. Patrick’s Athletic      | 3–1               | Vaduz        |
| --------------------------- | ----------------- | ------------ |
| Mulraney 6' 17' Redmond 77' | (2–0) Jegyzőkönyv | Del Toro 65' |

| Richmond Park, Dublin Játékvezető: Tom Owen (walesi) |

| 2024. augusztus 1. 19:30 |

| Vaduz                     | 2–2               | St. Patrick’s Athletic   |
| ------------------------- | ----------------- | ------------------------ |
| Cavegn 22' (11-esből) 76' | (1–1) Jegyzőkönyv | Elbouzedi 28' Palmer 81' |

| Rheinpark Stadion, Vaduz Játékvezető: Ashot Ghaltakhchyan (örmény) |

| 2024. július 25. 18:00 |

| Bruno’s Magpies | 0–3               | København                                 |
| --------------- | ----------------- | ----------------------------------------- |
|                 | (0–1) Jegyzőkönyv | Elyounoussi 30' Claesson 62' Froholdt 65' |

| Europa Sports Park, Gibraltár Játékvezető: Cláudio Pereira (portugál) |

| 2024. augusztus 1. 19:00 |

| København                                                    | 5–1               | Bruno’s Magpies |
| ------------------------------------------------------------ | ----------------- | --------------- |
| Diks 40' (11-esből) Froholdt 54' Óskarsson 61' 84' Højer 80' | (1–1) Jegyzőkönyv | Bayode 16'      |

| Parken Stadion, Koppenhága Játékvezető: Dumitri Muntean (moldáv) |

| 2024. július 25. 19:45 (20:45 TRT) |

| İstanbul Başakşehir                                           | 6–1               | La Fiorita |
| ------------------------------------------------------------- | ----------------- | ---------- |
| Özcan 5' Davidson 13' Figueiredo 29' 49' Kemen 43' Piątek 71' | (4–0) Jegyzőkönyv | Greco 58'  |

| Başakşehir Fatih Terim Stadion, Isztambul Játékvezető: Miloš Bošković (montenegrói) |

| 2024. augusztus 1. 20:45 |

| La Fiorita | 0–4               | İstanbul Başakşehir                      |
| ---------- | ----------------- | ---------------------------------------- |
|            | (0–3) Jegyzőkönyv | Piątek 13' 90+1' Şahiner 31' Güreler 35' |

| San Marino Stadion, Serravalle Játékvezető: Granit Maqedonci (svéd) |

| 2024. július 25. 20:45 |

| Legia Warszawa                                            | 6–0               | Caernarfon Town |
| --------------------------------------------------------- | ----------------- | --------------- |
| Gual 22' 48' 53' Morishita 44' Kramer 71' Gonçalves 90+3' | (2–0) Jegyzőkönyv |                 |

| Polish Army Stadium, Warsaw Játékvezető: Juri Frischer (észt) |

| 2024. augusztus 1. 20:45 (19:45 BST) |

| Caernarfon Town | 0–5               | Legia Warszawa                                                |
| --------------- | ----------------- | ------------------------------------------------------------- |
|                 | (0–0) Jegyzőkönyv | Kapustka 46' Jędrzejczyk 48' Pekhart 54' Nsame 72' Barcia 83' |

| Nantporth, Bangor Játékvezető: Edgars Majcevs (lett) |

| 2024. július 25. 19:00 |

| Dnyipro–1 | 0–3 (megállapított) | Puskás Akadémia |
| --------- | ------------------- | --------------- |
|           | Jegyzőkönyv         |                 |

| Košická futbalová aréna, Kassa, Szlovákia Játékvezető: Kyriakos Athanasiou (ciprusi) |

| 2024. augusztus 1. 21:00 |

| Puskás Akadémia | 3–0 (megállapított) | Dnyipro–1 |
| --------------- | ------------------- | --------- |
|                 | Jegyzőkönyv         |           |

| Pancho Aréna, Felcsút Játékvezető: Bahattin Simsek (török) |

| 2024. július 25. 18:00 (19:00 EEST) |

| Žalgiris      | 2–1               | Páfosz               |
| ------------- | ----------------- | -------------------- |
| Antal 17' 26' | (2–0) Jegyzőkönyv | Moutachy 62' (öngól) |

| LFF Stadion, Vilnius Játékvezető: Kristoffer Hagenes (norvég) |

| 2024. augusztus 1. 18:00 (19:00 EEST) |

| Páfosz                                         | 3–0 (h. u.)                 | Žalgiris |
| ---------------------------------------------- | --------------------------- | -------- |
| Tanković 21' Anderson Silva 101' Dragomir 118' | (1–0, 1–0, 2–0) Jegyzőkönyv |          |

| Alphamega Stadion, Limassol Játékvezető: Stefan Ebner (osztrák) |

| 2024. július 25. 19:00 |

| Djurgården                 | 3–0               | Progrès Niederkorn |
| -------------------------- | ----------------- | ------------------ |
| Wikheim 21' Hümmet 27' 61' | (2–0) Jegyzőkönyv |                    |

| Tele2 Arena, Stockholm Játékvezető: Alessandro Dudic (svájci) |

| 2024. augusztus 1. 19:00 |

| Progrès Niederkorn | 1–0               | Djurgården |
| ------------------ | ----------------- | ---------- |
| Karamoko 3'        | (1–0) Jegyzőkönyv |            |

| Stade Municipal de la Ville de Differdange, Differdange Játékvezető: Goga Kikacheishvili (grúz) |

| 2024. július 25. 20:00 |

| Gent                                                   | 4–1               | Víkingur    |
| ------------------------------------------------------ | ----------------- | ----------- |
| Hong Hyun-seok 25' 88' Kums 59' De Sart 68' (11-esből) | (1–1) Jegyzőkönyv | Nielsen 13' |

| Ghelamco Arena, Gent Játékvezető: Vilhjalmur Thorarinsson (izlandi) |

| 2024. augusztus 1. 19:45 (18:45 WEST) |

| Víkingur | 0–3               | Gent                                                 |
| -------- | ----------------- | ---------------------------------------------------- |
|          | (0–0) Jegyzőkönyv | Mitrović 64' Fernandez-Pardo 69' Dean 76' (11-esből) |

| Við Djúpumýrar, Klaksvík Játékvezető: Mihály Káprály (magyar) |

| 2024. július 25. 19:00 |

| F91 Dudelange                       | 2–6               | BK Häcken                                               |
| ----------------------------------- | ----------------- | ------------------------------------------------------- |
| Hadji 32' (11-esből) 44' (11-esből) | (2–4) Jegyzőkönyv | Inoussa 6' Layouni 21' 45+1' Youssef 35' 60' Hrstić 88' |

| Stade Jos Nosbaum, Dudelange Játékvezető: Antoni Bandić (bosznia-hercegovinai) |

| 2024. augusztus 1. 19:00 |

| BK Häcken                                             | 6–1               | F91 Dudelange |
| ----------------------------------------------------- | ----------------- | ------------- |
| Agbonifo 16' 27' Hrstić 45' 48' Nioule 53' Hammar 57' | (3–1) Jegyzőkönyv | Bojić 4'      |

| Bravida Arena, Göteborg Játékvezető: Igor Stojchevski (északmacedón) |

| 2024. július 25. 19:00 (20:00 EEST) |

| Hapóél Beér-Seva | 0–0         | Cherno More |
| ---------------- | ----------- | ----------- |
|                  | Jegyzőkönyv |             |

| Gradski stadion, Lovecs, Bulgária Játékvezető: Daniyar Sakhi (kazak) |

| 2024. augusztus 1. 19:30 (20:30 EEST) |

| Cherno More | 1–2               | Hapóél Beér-Seva |
| ----------- | ----------------- | ---------------- |
| Calcan 33'  | (1–1) Jegyzőkönyv | Lopes 25' 64'    |

| Huvepharma Arena, Razgrad Játékvezető: Danilo Nikolić (szerb) |

| 2024. július 25. 21:00 |

| Hajduk Split                       | 2–0               | HB Tórshavn |
| ---------------------------------- | ----------------- | ----------- |
| Uremović 19' Livaja 30' (11-esből) | (2–0) Jegyzőkönyv |             |

| Gradski stadion u Poljudu, Split Játékvezető: Matthew De Gabriele (máltai) |

| 2024. augusztus 1. 21:00 (20:00 WEST) |

| HB Tórshavn | 0–0         | Hajduk Split |
| ----------- | ----------- | ------------ |
|             | Jegyzőkönyv |              |

| Tórsvøllur Stadion, Tórshavn Játékvezető: Tim Marshall (északír) |

| 2024. július 25. 21:00 |

| Zrinjski Mostar | 0–1               | Bravo       |
| --------------- | ----------------- | ----------- |
|                 | (0–1) Jegyzőkönyv | Ivanšek 16' |

| Stadion pod Bijelim Brijegom, Mostar Játékvezető: Lionel Tschudi (svájci) |

| 2024. augusztus 1. 17:30 |

| Bravo     | 1–3               | Zrinjski Mostar                               |
| --------- | ----------------- | --------------------------------------------- |
| Tučić 21' | (1–1) Jegyzőkönyv | Mulahusejnović 16' Jakovljević 66' Mlinar 80' |

| Šiška Sports Park, Ljubljana Játékvezető: Joonas Jaanovits (észt) |

| 2024. július 25. 18:00 (19:00 EEST) |

| Riga     | 1–0               | Śląsk Wrocław |
| -------- | ----------------- | ------------- |
| Niang 7' | (1–0) Jegyzőkönyv |               |

| Skonto Stadion, Riga Játékvezető: Christian-Petru Ciochirca (osztrák) |

| 2024. augusztus 1. 20:30 |

| Śląsk Wrocław                       | 3–1               | Riga      |
| ----------------------------------- | ----------------- | --------- |
| Nahuel 6' (11-esből) 52' Petrov 49' | (1–1) Jegyzőkönyv | Babec 33' |

| Wrocław Stadion, Wrocław Játékvezető: Genc Nuza (koszovói) |

| 2024. július 25. 19:00 |

| Floriana | 0–1               | Vitória de Guimarães |
| -------- | ----------------- | -------------------- |
|          | (0–0) Jegyzőkönyv | Jota 78'             |

| Tony Bezzina Stadion, Paola Játékvezető: Ben McMaster (északír) |

| 2024. augusztus 1. 21:15 (20:15 WEST) |

| Vitória de Guimarães                       | 4–0               | Floriana |
| ------------------------------------------ | ----------------- | -------- |
| Kaio César 8' Fernandes 11' Mangas 37' 43' | (4–0) Jegyzőkönyv |          |

| Estádio D. Afonso Henriques, Guimarães Játékvezető: Ion Orlic (moldáv) |

| 2024. július 25. 21:00 (19:00 WET) |

| Stjarnan        | 2–1               | Paide Linnameeskond |
| --------------- | ----------------- | ------------------- |
| Atlason 24' 73' | (1–0) Jegyzőkönyv | Kristal 55'         |

| Stjörnuvöllur, Garðabær Játékvezető: Jérémy Müller (luxemburgi) |

| 2024. augusztus 1. 18:30 (19:30 EEST) |

| Paide Linnameeskond                           | 4–0               | Stjarnan |
| --------------------------------------------- | ----------------- | -------- |
| Ojamaa 29' Saarma 46' Ceesay 57' Lilander 85' | (1–0) Jegyzőkönyv |          |

| Pärnu Rannastaadion, Pärnu Játékvezető: Antoine Paul Chiaramonti (andorrai) |

| 2024. július 25. 20:45 (19:45 BST) |

| Cliftonville | 1–2               | Auda                   |
| ------------ | ----------------- | ---------------------- |
| Conlan 39'   | (1–1) Jegyzőkönyv | Ogunniyi 32' Taiwo 78' |

| Skonto Stadion, Riga Játékvezető: Helgi Mikael Jónasson (izlandi) |

| 2024. augusztus 1. 19:00 (20:00 EEST) |

| Auda                   | 2–0               | Cliftonville |
| ---------------------- | ----------------- | ------------ |
| Ogunniyi 51' Taiwo 61' | (0–0) Jegyzőkönyv |              |

| Solitude, Belfast Játékvezető: Dominik Starý (cseh) |

| 2024. július 25. 20:00 |

| St. Gallen                                     | 4–1               | Tobil              |
| ---------------------------------------------- | ----------------- | ------------------ |
| Stevanović 35' Akolo 39' Toma 77' Vallci 90+7' | (2–1) Jegyzőkönyv | Vallci 28' (öngól) |

| Kybunpark, St. Gallen Játékvezető: Rob Harvey (ír) |

| 2024. augusztus 1. 18:00 (21:00 KZT) |

| Tobil | 0–1               | St. Gallen |
| ----- | ----------------- | ---------- |
|       | (0–0) Jegyzőkönyv | Cissé 73'  |

| Kosztanaj központi stadion, Kosztanaj Játékvezető: Joni Hyytiä (finn) |

| 2024. július 25. 18:00 |

| Mladá Boleslav      | 2–0               | TransINVEST |
| ------------------- | ----------------- | ----------- |
| Ladra 27' Kušej 38' | (2–0) Jegyzőkönyv |             |

| Lokotrans Aréna, Mladá Boleslav Játékvezető: Patrik Kolarić (horvát) |

| 2024. augusztus 1. 18:00 (19:00 EEST) |

| TransINVEST | 0–1               | Mladá Boleslav |
| ----------- | ----------------- | -------------- |
|             | (0–0) Jegyzőkönyv | Vojta 78'      |

| LFF Stadion, Vilnius Játékvezető: Matthew MacDermid (skót) |

| 2024. július 25. 18:00 (20:00 AMT) |

| Noah                                                                         | 7–0               | Sliema Wanderers |
| ---------------------------------------------------------------------------- | ----------------- | ---------------- |
| Pinson 19' Gregório 28' 31' 56' Çinari 72' Alcino 73' (öngól) Ferreira 90+1' | (3–0) Jegyzőkönyv |                  |

| Abovyan városi stadion, Abovyan Játékvezető: Roman Jitari (moldáv) |

| 2024. augusztus 1. 19:00 |

| Sliema Wanderers | 0–0         | Noah |
| ---------------- | ----------- | ---- |
|                  | Jegyzőkönyv |      |

| Nemzeti Stadion, Ta’ Qali Játékvezető: Rob Jenkins (walesi) |

| 2024. július 25. 19:00 |

| Baník Ostrava                                                    | 5–1               | Urartu            |
| ---------------------------------------------------------------- | ----------------- | ----------------- |
| Ewerton 15' Boula 22' Buchta 26' Prekop 61' Klíma 82' (11-esből) | (3–0) Jegyzőkönyv | Tarakhchyan 90+4' |

| Městský stadion, Ostrava Játékvezető: Mervan Bejtullahu (koszovói) |

| 2024. augusztus 1. 17:00 (19:00 AMT) |

| Urartu | 0–2               | Baník Ostrava          |
| ------ | ----------------- | ---------------------- |
|        | (0–1) Jegyzőkönyv | Ewerton 22' Chaluš 51' |

| Urartu Stadion, Jereván Játékvezető: Bulat Sariyev (kazak) |

| 2024. július 25. 19:00 |

| Zürich                         | 3–0               | Shelbourne |
| ------------------------------ | ----------------- | ---------- |
| Onyedika 1' Marchesano 29' 58' | (2–0) Jegyzőkönyv |            |

| Letzigrund, Zürich Játékvezető: Visar Kastrati (koszovói) |

| 2024. augusztus 1. 20:45 (19:45 IST) |

| Shelbourne | 0–0         | Zürich |
| ---------- | ----------- | ------ |
|            | Jegyzőkönyv |        |

| Tolka Park, Dublin Játékvezető: Robertas Valikonis (litván) |

| 2024. július 25. 19:00 |

| Brøndby                                                                           | 6–0               | Llapi |
| --------------------------------------------------------------------------------- | ----------------- | ----- |
| Suzuki 16' Omoijuanfo 20' Bundgaard 24' Nartey 40' Kvistgaarden 88' Schwartau 90' | (4–0) Jegyzőkönyv |       |

| Brøndby Stadion, Brøndby Játékvezető: David Dickinson (skót) |

| 2024. augusztus 1. 17:00 |

| Llapi                              | 2–2               | Brøndby                              |
| ---------------------------------- | ----------------- | ------------------------------------ |
| Gashjani 42' Mikkelsen 66' (öngól) | (1–0) Jegyzőkönyv | Yeboah 53' Omoijuanfo 61' (11-esből) |

| Zahir Pajaziti Stadion, Podujevo Játékvezető: Oliver Reitala (finn) |

| 2024. július 25. 19:30 (20:30 EEST) |

| CFR Cluj | 0–0         | Nyoman Hrodna |
| -------- | ----------- | ------------- |
|          | Jegyzőkönyv |               |

| Stadionul Dr. Constantin Rădulescu, Kolozsvár Játékvezető: Miloš Gigovic (bosznia-hercegovinai) |

| 2024. augusztus 1. 20:00 |

| Nyoman Hrodna | 0–5               | CFR Cluj                                              |
| ------------- | ----------------- | ----------------------------------------------------- |
|               | (0–2) Jegyzőkönyv | Muhar 17' Bîrligea 40' 57' Korenica 60' Nkololo 90+3' |

| Játékvezető: Andreas Argyrou (ciprusi) |

| 2024. július 25. 18:45 (19:45 EEST) |

| Zimbru Chișinău | 0–3               | Ararat-Armenia                          |
| --------------- | ----------------- | --------------------------------------- |
|                 | (0–1) Jegyzőkönyv | Serobyan 23' (11-esből) Ocansey 74' 89' |

| Stadionul Zimbru, Chișinău Játékvezető: Fran Jović (horvát) |

| 2024. augusztus 1. 17:00 (19:00 AMT) |

| Ararat-Armenia                               | 3–1               | Zimbru Chișinău |
| -------------------------------------------- | ----------------- | --------------- |
| Yenne 28' Serobyan 68' (11-esből) Duarte 88' | (1–0) Jegyzőkönyv | Ohajunwa 62'    |

| Yerevan Football Academy Stadium, Jereván Játékvezető: Aristotelis Diamantopoulos (görög) |

| 2024. július 25. 20:00 |

| Radnički 1923 | 1–0               | Mornar |
| ------------- | ----------------- | ------ |
| Aleksić 72'   | (0–0) Jegyzőkönyv |        |

| Dubočica Stadion, Leskovac Játékvezető: Ioannis Papadopoulos (görög) |

| 2024. augusztus 1. 20:45 |

| Mornar                                      | 2–1 (h. u.)                 | Radnički 1923                                |
| ------------------------------------------- | --------------------------- | -------------------------------------------- |
| Ondong 45' 83'                              | (1–0, 2–1, 2–1) Jegyzőkönyv | Aleksić 90+8'                                |
| Büntetőpárbaj                               |                             |                                              |
| Đurišić Ćetković Kishi Kaluđerović Mitrović | 4–3                         | Evandro Ristić Simović Aleksić Vidosavljević |

| DG Arena, Podgorica Játékvezető: Gal Leibovitz (izraeli) |

| 2024. július 25. 21:00 |

| Sarajevo | 0–0         | Spartak Trnava |
| -------- | ----------- | -------------- |
|          | Jegyzőkönyv |                |

| Koševo városi Stadion, Szarajevó Játékvezető: Bram Van Driessche (belga) |

| 2024. augusztus 1. 20:30 |

| Spartak Trnava             | 3–0               | Sarajevo |
| -------------------------- | ----------------- | -------- |
| Ďuriš 15' 42' Karhan 90+4' | (2–0) Jegyzőkönyv |          |

| Anton Malatinský Stadion, Nagyszombat Játékvezető: Sandi Putros (dán) |

| 2024. július 25. 19:45 |

| Makkabi Haifa | 0–3               | Sabah                                |
| ------------- | ----------------- | ------------------------------------ |
|               | (0–0) Jegyzőkönyv | Šafranko 61' Sekidika 78' Aliyev 88' |

| Várkerti Stadion, Kisvárda, Magyarország Játékvezető: Nathan Verboomen (belga) |

| 2024. augusztus 1. 18:00 (20:00 AZT) |

| Sabah                                | 3–6 (h. u.)                 | Makkabi Haifa                                                |
| ------------------------------------ | --------------------------- | ------------------------------------------------------------ |
| Šafranko 47' Parris 71' Mickels 103' | (0–1, 2–5, 3–5) Jegyzőkönyv | Haziza 17' Pierrot 67' 90' Šimić 70' Refaelov 73' David 112' |
| Büntetőpárbaj                        |                             |                                                              |
| Chakla Mickels Aliyev Lepinjica      | 3–2                         | Refaelov David Saief Saba Pierrot                            |

| Bank Respublika Arena, Masazır Játékvezető: Peter Kralovič (szlovák) |

| 2024. július 25. 19:00 |

| Paks                            | 3–0               | AÉK Lárnakasz |
| ------------------------------- | ----------------- | ------------- |
| Haraszti 17' Tóth 61' Ötvös 74' | (1–0) Jegyzőkönyv |               |

| Fehérvári úti stadion, Paks Nézőszám: 2277 Játékvezető: Dennis Higler (holland) |

| 2024. augusztus 1. 18:00 (19:00 EEST) |

| AÉK Lárnakasz | 0–2               | Paks                  |
| ------------- | ----------------- | --------------------- |
|               | (0–2) Jegyzőkönyv | Haraszti 19' Tóth 42' |

| AEK Arena – Georgios Karapatakis, Lárnaka Játékvezető: Luca Cibelli (svájci) |

| 2024. július 25. 18:00 (20:00 GET) |

| Iberia 1999                           | 2–0               | Partizani |
| ------------------------------------- | ----------------- | --------- |
| Nonikashvili 31' (11-esből) Sylla 57' | (1–0) Jegyzőkönyv |           |

| Mikheil Meskhi Stadion, Tbiliszi Játékvezető: Andrei Chivulete (román) |

| 2024. augusztus 1. 20:00 |

| Partizani | 0–0         | Iberia 1999 |
| --------- | ----------- | ----------- |
|           | Jegyzőkönyv |             |

| Elbasan Aréna, Elbasanl Játékvezető: Jamie Robinson (északír) |

| 2024. július 25. 18:00 (19:00 EEST) |

| Milsami Orhei | 1–1               | Asztana     |
| ------------- | ----------------- | ----------- |
| Lupano 90'    | (0–0) Jegyzőkönyv | Gripshi 58' |

| CSR Orhei, Orhei Játékvezető: Nikola Popov (bolgár) |

| 2024. augusztus 1. 16:00 (19:00 KZT) |

| Asztana     | 1–0               | Milsami Orhei |
| ----------- | ----------------- | ------------- |
| Tomasov 50' | (0–0) Jegyzőkönyv |               |

| Asztana Aréna, Asztana Játékvezető: Ruddy Buquet (francia) |

## 3. selejtezőkör
A 3. selejtezőkör sorsolását 2024. július 22-én tartották.

### 3. selejtezőkör, kiemelés
A 3. selejtezőkörben 52 csapat vett részt. A kiemelés a klubok 2024-es együtthatói alapján történt. A csapatokat 5 csoportra osztották. A csapatok utáni sorszámot az UEFA határozta meg a sorsolás előtt. A csapatok a listában a sorszám szerint szerepelnek. A sorsoláskor sorszámokat sorsoltak, a számokhoz tartozó csapatok kerültek párosításra. Az elsőként kisorsolt csapat volt az első mérkőzés pályaválasztója.
- T: A 2. selejtezőkörből továbbjutott csapat, a sorsoláskor nem volt ismert. A dőlt betűvel írtak a 2. selejtezőkörben egy magasabb együtthatóval rendelkező csapat ellen győztek, az ellenfél együtthatójával szerepeltek a sorsoláson.
- EL: Az EL 2. selejtezőköréből kiesett csapat, a sorsoláskor nem volt ismert. A dőlt betűvel írtak az EL 2. selejtezőkörében egy alacsonyabb együtthatóval rendelkező csapat ellen vesztettek, az ellenfél együtthatójával szerepeltek a sorsoláson.

| 1. csoport                                                                              | 1. csoport | 2. csoport                                                                                                   | 2. csoport                                                                                                  | 3. csoport                                                                | 3. csoport                                                                                   |
| Kiemelt                                                                                 | Nem kiemelt | Kiemelt | Nem kiemelt                                                                                                 | Kiemelt                                                                   | Nem kiemelt                                                                                  |
| --------------------------------------------------------------------------------------- | --- | --- | --- | ------------------------------------------------------------------------- | -------------------------------------------------------------------------------------------- |
| - İstanbul Başakşehir (T) - Sabah (T) - Hapóél Beér-Seva (T) - Asztana (T) - Paks (T)   | - St. Patrick’s Athletic (T) - Mladá Boleslav (T) - Iberia 1999 (T) - Mornar Bar (T) - Corvinul Hunedoara (EL) | - Legia Warszawa (T) - Brann (T) - Tromsø (T) - Hajduk Split (T) - Häcken (T)                                | - St. Mirren (T) - Kilmarnock (EL) - Brøndby (T) - Paide Linnameeskond (T) - Ružomberok (EL)                | - CFR Cluj (T) - Páfosz (T) - Puskás Akadémia (T) - AÉK (T) - Maribor (T) | - CSZKA 1948 (T) - Ararat-Armenia (T) - Makkabi Petah Tikvá (EL) - Vojvodina (EL) - Noah (T) |
| 4. csoport                                                                              | 4. csoport | 5. csoport                                                                                                   | 5. csoport                                                                                                  |                                                                           |                                                                                              |
| Kiemelt                                                                                 | Nem kiemelt | Kiemelt | Nem kiemelt                                                                                                 |                                                                           |                                                                                              |
| - Gent (T) - Djurgården (T) - Vitória de Guimarães (T) - Drita (T) - Spartak Trnava (T) | - Ilves (T) - Zürich (T) - Silkeborg (EL) - Wisła Kraków (EL) - Auda (T)                                       | - København (T) - Omónia (T) - Śląsk Wrocław (T) - Olimpija Ljubljana (T) - Zrinjski Mostar (T) - Osijek (T) | - Zira (T) - St. Gallen (T) - Fehérvár (T) - Baník Ostrava (T) - Sheriff Tiraspol (EL) - Botev Plovdiv (EL) |                                                                           |                                                                                              |

### 3. selejtezőkör, párosítások
Az első mérkőzéseket augusztus 6-án, 7-én és 8-án, a második mérkőzéseket augusztus 13-án és 15-én játszották. A párosítások győztesei a rájátszásba kerültek, a vesztesek kiestek.
| 1. csapat              | Össz.Tooltip Aggregate score | 2. csapat            | 1. mérk. | 2. mérk.   |
| ---------------------- | ---------------------------- | -------------------- | -------- | ---------- |
| Mladá Boleslav         | 5–3                          | Hapóél Beér-Seva     | 1–1      | 4–2        |
| Kilmarnock             | 3–2                          | Tromsø               | 2–2      | 1–0        |
| Ararat-Armenia         | 3–4                          | Puskás Akadémia      | 0–1      | 3–3        |
| Zürich                 | 0–5                          | Vitória de Guimarães | 0–3      | 0–2        |
| Paks                   | 5–2                          | Mornar               | 3–0      | 2–2        |
| BK Häcken              | 7–2                          | Paide Linnameeskond  | 6–1      | 1–1        |
| Maribor                | 2–2 (t. 4–2)                 | Vojvodina            | 2–1      | 0–1 (h.u.) |
| Spartak Trnava         | 4–4 (t. 11–12)               | Wisła Kraków         | 3–1      | 1–3 (h.u.) |
| St. Patrick’s Athletic | 2–0                          | Sabah                | 1–0      | 1–0        |
| St. Mirren             | 2–4                          | Brann                | 1–1      | 1–3        |
| CSZKA 1948             | 2–5                          | Páfosz               | 2–1      | 0–4 (h.u.) |
| Ilves                  | 2–4                          | Djurgården           | 1–1      | 1–3        |
| Corvinul Hunedoara     | 2–8                          | Asztana              | 1–2      | 1–6        |
| Ružomberok             | 1–0                          | Hajduk Split         | 0–0      | 1–0        |
| Noah                   | 3–2                          | AÉK                  | 3–1      | 0–1        |
| Auda                   | 2–3                          | Drita                | 1–0      | 1–3 (h.u.) |
| Iberia 1999            | 0–3                          | İstanbul Başakşehir  | 0–1      | 0–2        |
| Brøndby                | 3–4                          | Legia Warszawa       | 2–3      | 1–1        |
| Makkabi Petah Tikvá    | 0–2                          | CFR Cluj             | 0–1      | 0–1        |
| Silkeborg              | 4–5                          | Gent                 | 2–2      | 2–3 (h.u.) |
| Osijek                 | 3–3 (t. 1–2)                 | Zira                 | 1–1      | 2–2 (h.u.) |
| St. Gallen             | 4–3                          | Śląsk Wrocław        | 2–0      | 2–3        |
| Botev Plovdiv          | 2–3                          | Zrinjski Mostar      | 2–1      | 0–2        |
| Omónia                 | 3–0                          | Fehérvár             | 1–0      | 2–0        |
| København              | 1–1 (t. 2–1)                 | Baník Ostrava        | 1–0      | 0–1 (h.u.) |
| Olimpija Ljubljana     | 4–0                          | Sheriff Tiraspol     | 3–0      | 1–0        |

### 3. selejtezőkör, mérkőzések
| 2024. augusztus 8. 18:00 |

| Mladá Boleslav       | 1–1               | Hapóél Beér-Seva |
| -------------------- | ----------------- | ---------------- |
| Vydra 39' (11-esből) | (1–0) Jegyzőkönyv | Yosefi 50'       |

| Lokotrans Aréna, Mladá Boleslav Játékvezető: Joni Hyytiä (finn) |

| 2024. augusztus 15. 19:00 (20:00 EEST) |

| Hapóél Beér-Seva    | 2–4               | Mladá Boleslav                     |
| ------------------- | ----------------- | ---------------------------------- |
| Ahmed 11' Lopes 42' | (2–0) Jegyzőkönyv | Ladra 49' 82' Králik 59' Kušej 90' |

| Gradski stadion, Lovecs, Bulgária Nézőszám: 40 Játékvezető: Joonas Jaanovits (észt) |

| 2024. augusztus 8. 20:00 (19:00 BST) |

| Kilmarnock             | 2–2               | Tromsø          |
| ---------------------- | ----------------- | --------------- |
| Vassell 6' Wales 90+3' | (1–0) Jegyzőkönyv | Romsaas 50' 64' |

| Rugby Park, Kilmarnock Játékvezető: Menelaos Antoniou (ciprusi) |

| 2024. augusztus 15. 19:00 |

| Tromsø | 0–1               | Kilmarnock           |
| ------ | ----------------- | -------------------- |
|        | (0–1) Jegyzőkönyv | Skjærvik 11' (öngól) |

| Alfheim Stadion, Tromsø Nézőszám: 5891 Játékvezető: Andrei Chivulete (román) |

| 2024. augusztus 8. 17:00 (19:00 AMT) |

| Ararat-Armenia | 0–1               | Puskás Akadémia |
| -------------- | ----------------- | --------------- |
|                | (0–0) Jegyzőkönyv | Soisalo 89'     |

| Vazgen Sargsyan Republican Stadium, Jereván Játékvezető: Kristoffer Hagenes (norvég) |

| 2024. augusztus 15. 21:00 |

| Puskás Akadémia           | 3–3               | Ararat-Armenia                          |
| ------------------------- | ----------------- | --------------------------------------- |
| Nagy 7' 47' Favorov 90+4' | (1–2) Jegyzőkönyv | Serobyan 39' Harutyunyan 43' Duarte 85' |

| Pancho Aréna, Felcsút Nézőszám: 1280 Játékvezető: Genc Nuza (koszovói) |

| 2024. augusztus 8. 19:00 |

| Zürich | 0–3               | Vitória de Guimarães                           |
| ------ | ----------------- | ---------------------------------------------- |
|        | (0–0) Jegyzőkönyv | Mangas 54' Gómez 88' (11-esből) Oliveira 90+3' |

| Letzigrund, Zürich Játékvezető: Marian Barbu (román) |

| 2024. augusztus 15. 21:15 (20:15 WEST) |

| Vitória de Guimarães  | 2–0               | Zürich |
| --------------------- | ----------------- | ------ |
| Silva 58' Arcanjo 70' | (0–0) Jegyzőkönyv |        |

| Estádio D. Afonso Henriques, Guimarães Nézőszám: 21 196 Játékvezető: Oleksiy Derevinskyi (ukrán) |

| 2024. augusztus 7. 19:00 |

| Paks                                        | 3–0               | Mornar |
| ------------------------------------------- | ----------------- | ------ |
| Böde 59' Szabó 90+9' (11-esből) Tóth 90+10' | (0–0) Jegyzőkönyv |        |

| Fehérvári úti stadion, Paks Játékvezető: Dzmitry Dzmitryieu (fehérorosz) |

| 2024. augusztus 13. 20:45 |

| Mornar                        | 2–2               | Paks                                       |
| ----------------------------- | ----------------- | ------------------------------------------ |
| Lenzsér 18' (öngól) Zorić 60' | (1–1) Jegyzőkönyv | Windecker 14' (11-esből) Zorić 86' (öngól) |

| Gradski stadion, Nikšić Nézőszám: 788 Játékvezető: Jasper Vergoote (belga) |

| 2024. augusztus 7. 19:00 |

| BK Häcken                                              | 6–1               | Paide Linnameeskond |
| ------------------------------------------------------ | ----------------- | ------------------- |
| Amane 5' 6' Layouni 35' 90+1' Inoussa 64' Agbonifo 89' | (3–1) Jegyzőkönyv | Ceesay 32'          |

| Bravida Arena, Göteborg Játékvezető: Daniyar Sakhi (kazak) |

| 2024. augusztus 13. 18:30 (19:30 EEST) |

| Paide Linnameeskond | 1–1               | BK Häcken    |
| ------------------- | ----------------- | ------------ |
| Saarma 33'          | (1–1) Jegyzőkönyv | Lundqvist 7' |

| Lilleküla Stadion, Tallinn Nézőszám: 1470 Játékvezető: Volen Chinkov (bolgár) |

| 2024. augusztus 8. 20:15 |

| Maribor                  | 2–1               | Vojvodina     |
| ------------------------ | ----------------- | ------------- |
| Iličić 59' Soudani 90+8' | (0–0) Jegyzőkönyv | Zady Sery 77' |

| Stadion Ljudski vrt, Maribor Játékvezető: Daniel Stefański (lengyel) |

| 2024. augusztus 15. 20:00 |

| Vojvodina                              | 1–0 (h. u.)                 | Maribor                        |
| -------------------------------------- | --------------------------- | ------------------------------ |
| Crnomarković 26'                       | (1–0, 1–0, 1–0) Jegyzőkönyv |                                |
| Büntetőpárbaj                          |                             |                                |
| Petrović Savićević L. Nikolić Ivanović | 2–4                         | Mbina Soudani J. Repas Vrhovec |

| TSC Arána, Topolya Nézőszám: 1900 Játékvezető: Gustavo Correia (portugál) |

| 2024. augusztus 8. 20:30 |

| Spartak Trnava           | 3–1               | Wisła Kraków |
| ------------------------ | ----------------- | ------------ |
| Ďuriš 47' 68' Azango 60' | (0–1) Jegyzőkönyv | Rodado 26'   |

| Anton Malatinský Stadion, Nagyszombat Játékvezető: Sayat Karabayev (kazak) |

| 2024. augusztus 15. 20:30 |

| Wisła Kraków                                                                                        | 3–1 (h. u.)                 | Spartak Trnava                                                                                  |
| --------------------------------------------------------------------------------------------------- | --------------------------- | ----------------------------------------------------------------------------------------------- |
| Rodado 43' (11-esből) Starzyński 60' Uryga 98'                                                      | (1–0, 2–0, 3–0) Jegyzőkönyv | Ďuriš 107'                                                                                      |
| Büntetőpárbaj                                                                                       |                             |                                                                                                 |
| Uryga Biedrzycki Jaroch Rodado Carbó Mikulec Duarte Gogół Baena Kutwa Broda Uryga Biedrzycki Jaroch | 12–11                       | Ďuriš Paur Kratochvíl Kóša Bainović Kubista Corryn Ahl Holík Azango Frelih Paur Kratochvíl Kóša |

| Henryk Reyman Stadium, Krakkó Nézőszám: 15 099 Játékvezető: Don Robertson (skót) |

| 2024. augusztus 8. 20:45 (19:45 IST) |

| St. Patrick’s Athletic | 1–0               | Sabah |
| ---------------------- | ----------------- | ----- |
| Palmer 35'             | (1–0) Jegyzőkönyv |       |

| Richmond Park, Dublin Játékvezető: Vilhjálmur Thórarinsson (izlandi) |

| 2024. augusztus 15. 18:00 (20:00 AZT) |

| Sabah | 0–1               | St. Patrick’s Athletic |
| ----- | ----------------- | ---------------------- |
|       | (0–0) Jegyzőkönyv | Elbouzedi 48'          |

| Bank Respublika Arena, Masazır Nézőszám: 6132 Játékvezető: Marcel Birsan (román) |

| 2024. augusztus 8. 20:45 (19:45 BST) |

| St. Mirren   | 1–1               | Brann     |
| ------------ | ----------------- | --------- |
| Olusanya 90' | (0–0) Jegyzőkönyv | Myhre 75' |

| St. Mirren Park, Paisley Játékvezető: Matthew De Gabriele (máltai) |

| 2024. augusztus 15. 19:00 |

| Brann                             | 3–1               | St. Mirren    |
| --------------------------------- | ----------------- | ------------- |
| Soltvedt 5' Myhre 85' Heggebø 88' | (1–0) Jegyzőkönyv | Iacovitti 74' |

| Brann Stadion, Bergen Nézőszám: 14 500 Játékvezető: Radoslav Gidzhenov (bolgár) |

| 2024. augusztus 7. 19:30 (20:30 EEST) |

| CSZKA 1948                         | 2–1               | Páfosz       |
| ---------------------------------- | ----------------- | ------------ |
| Ilievski 29' Thalis 51' (11-esből) | (1–1) Jegyzőkönyv | Tanković 10' |

| Vaszil Levszki Nemzeti Stadion, Szófia Játékvezető: Denys Shurman (ukrán) |

| 2024. augusztus 15. 19:00 (20:00 EEST) |

| Páfosz                                                       | 4–0 (h. u.)                 | CSZKA 1948 |
| ------------------------------------------------------------ | --------------------------- | ---------- |
| Luckassen 90+7' Jajá 94' Anderson 100' Daskalov 118' (öngól) | (0–0, 1–0, 3–0) Jegyzőkönyv |            |

| Alphamega Stadium, Limassol Nézőszám: 2871 Játékvezető: Lothar D'hondt (belga) |

| 2024. augusztus 8. 18:00 |

| Ilves     | 1–1               | Djurgården  |
| --------- | ----------------- | ----------- |
| Riski 65' | (0–0) Jegyzőkönyv | Wikheim 57' |

| Tammelan Stadion, Tampere Nézőszám: 8017 Játékvezető: Edgars Maļcevs (lett) |

| 2024. augusztus 15. 19:00 |

| Djurgården                       | 3–1               | Ilves     |
| -------------------------------- | ----------------- | --------- |
| Šabović 14' Hümmet 43' Ståhl 52' | (2–1) Jegyzőkönyv | Riski 30' |

| Tele2 Arena, Stockholm Nézőszám: 16 258 Játékvezető: Elchin Masiyev (azeri) |

| 2024. augusztus 8. 20:00 (21:00 EEST) |

| Corvinul Hunedoara | 1–2               | Asztana                |
| ------------------ | ----------------- | ---------------------- |
| Manolache 37'      | (1–0) Jegyzőkönyv | Camara 62' Chinedu 80' |

| Sibiu Municipal Stadium, Nagyszeben Nézőszám: 6135 Játékvezető: Ishmael Barbara (máltai) |

| 2024. augusztus 15. 16:00 (19:00 KZT) |

| Asztana                                                 | 6–1               | Corvinul Hunedoara |
| ------------------------------------------------------- | ----------------- | ------------------ |
| Chinedu 13' 68' Tomasov 57' 76' Gripshi 73' Astanov 84' | (1–0) Jegyzőkönyv | Velisar 78'        |

| Központi stadion, Almati Nézőszám: 6725 Játékvezető: Atilla Karaoğlan (török) |

| 2024. augusztus 8. 18:30 |

| Ružomberok | 0–0         | Hajduk Split |
| ---------- | ----------- | ------------ |
|            | Jegyzőkönyv |              |

| Štadión pod Čebraťom, Rózsahegy Nézőszám: 4712 Játékvezető: César Soto Grado (spanyol) |

| 2024. augusztus 15. 21:00 |

| Hajduk Split | 0–1               | Ružomberok         |
| ------------ | ----------------- | ------------------ |
|              | (0–1) Jegyzőkönyv | Šarlija 7' (öngól) |

| Gradski stadion u Poljudu, Split Nézőszám: 27 205 Játékvezető: Luca Pairetto (olasz) |

| 2024. augusztus 6. 18:00 (20:00 AMT) |

| Noah                                     | 3–1               | AÉK        |
| ---------------------------------------- | ----------------- | ---------- |
| Pinson 33' Čančarević 67' Gregório 90+8' | (1–1) Jegyzőkönyv | García 22' |

| Abovyan városi stadion, Abovyan Nézőszám: 2800 Játékvezető: Visar Kastrati (koszovói) |

| 2024. augusztus 15. 19:30 (20:30 EEST) |

| AÉK                 | 1–0               | Noah |
| ------------------- | ----------------- | ---- |
| Silva 90+2' (öngól) | (0–0) Jegyzőkönyv |      |

| Ajía Szofía Stadion, Athén Nézőszám: 11 468 Játékvezető: Robert Schröder (német) |

| 2024. augusztus 8. 19:00 (20:00 EEST) |

| Auda       | 1–0               | Drita |
| ---------- | ----------------- | ----- |
| Tavares 8' | (1–0) Jegyzőkönyv |       |

| Skonto Stadion, Riga Nézőszám: 1546 Játékvezető: Dario Bel (horvát) |

| 2024. augusztus 15. 16:00 |

| Drita                                               | 3–1 (h. u.)                 | Auda      |
| --------------------------------------------------- | --------------------------- | --------- |
| Be. Krasniqi 75' (11-esből) Broja 102' Dabiqaj 115' | (0–0, 1–0, 2–1) Jegyzőkönyv | Talla 91' |

| Fadil Vokrri Stadion, Pristina Nézőszám: 3155 Játékvezető: Kristoffer Karlsson (svéd) |

| 2024. augusztus 8. 18:00 (20:00 GET) |

| Iberia 1999 | 0–1               | İstanbul Başakşehir |
| ----------- | ----------------- | ------------------- |
|             | (0–0) Jegyzőkönyv | Davidson 87'        |

| Mikheil Meskhi Stadion, Tbiliszi Nézőszám: 7880 Játékvezető: David Dickinson (skót) |

| 2024. augusztus 15. 19:45 (20:45 TRT) |

| İstanbul Başakşehir   | 2–0               | Iberia 1999 |
| --------------------- | ----------------- | ----------- |
| Piątek 50' Pelkas 61' | (0–0) Jegyzőkönyv |             |

| Başakşehir Fatih Terim Stadion, Isztambul Nézőszám: 4735 Játékvezető: Paweł Raczkowski (lengyel) |

| 2024. augusztus 8. 19:00 |

| Brøndby                        | 2–3               | Legia Warszawa                          |
| ------------------------------ | ----------------- | --------------------------------------- |
| Bundgaard 19' Kvistgaarden 36' | (2–1) Jegyzőkönyv | Pekhart 24' Luquinhas 70' Morishita 87' |

| Brøndby Stadion, Brøndby Nézőszám: 19 502 Játékvezető: Martin Dohal (szlovák) |

| 2024. augusztus 15. 18:00 |

| Legia Warszawa | 1–1         | Brøndby |
| -------------- | ----------- | ------- |
|                | Jegyzőkönyv |         |

|  |

| 2024. augusztus 8. 20:00 |

| Makkabi Petah Tikvá | 0–1               | CFR Cluj |
| ------------------- | ----------------- | -------- |
|                     | (0–1) Jegyzőkönyv | Muhar 9' |

| Stadion Georgi Asparuhov, Szófia, Bulgária Nézőszám: 147 Játékvezető: Patrik Kolarić (horvát) |

| 2024. augusztus 15. 19:00 (20:00 EEST) |

| CFR Cluj   | 1–0               | Makkabi Petah Tikvá |
| ---------- | ----------------- | ------------------- |
| Krešić 50' | (0–0) Jegyzőkönyv |                     |

| Stadionul Dr. Constantin Rădulescu, Kolozsvár Nézőszám: 5490 Játékvezető: Bognár Tamás (magyar) |

| 2024. augusztus 8. 18:30 |

| Silkeborg                    | 2–2               | Gent                           |
| ---------------------------- | ----------------- | ------------------------------ |
| Adamsen 49' (11-esből) 90+5' | (0–0) Jegyzőkönyv | Ganchas 61' (öngól) Dean 90+3' |

| JYSK Park, Silkeborg Nézőszám: 3712 Játékvezető: Henrik Nalbandyan (örmény) |

| 2024. augusztus 15. 20:30 |

| Gent                          | 3–2 (h. u.)                 | Silkeborg                  |
| ----------------------------- | --------------------------- | -------------------------- |
| Dean 38' Gandelman 90+3' 118' | (1–1, 2–2, 2–2) Jegyzőkönyv | Adamsen 33' 51' (11-esből) |

| Planet Group Arena, Gent Nézőszám: 8769 Játékvezető: José Luis Munuera Montero (spanyol) |

| 2024. augusztus 8. 20:00 |

| Osijek       | 1–1               | Zira                   |
| ------------ | ----------------- | ---------------------- |
| Matković 38' | (1–0) Jegyzőkönyv | Utzig 90+4' (11-esből) |

| Opus Arena, Eszék Játékvezető: Aristotelis Diamantopoulos (görög) |

| 2024. augusztus 15. 18:30 (20:30 AZT) |

| Zira                                    | 2–2 (h. u.)                 | Osijek                                   |
| --------------------------------------- | --------------------------- | ---------------------------------------- |
| Alıyev 54' (11-esből) Volkovi 90'       | (0–1, 2–2, 2–2) Jegyzőkönyv | Jugović 37' Matković 81'                 |
| Büntetőpárbaj                           |                             |                                          |
| Alıyev Ruan Renato Nuriyev Isayev Utzig | 2–1                         | Pušić Nejašmić Ademi Pedro Lima Mikolčić |

| Dalga Arena, Baku Nézőszám: 4000 Játékvezető: Julian Weinberger (osztrák) |

| 2024. augusztus 7. 20:30 |

| St. Gallen            | 2–0               | Śląsk Wrocław |
| --------------------- | ----------------- | ------------- |
| Akolo 5' Geubbels 40' | (2–0) Jegyzőkönyv |               |

| Kybunpark, St. Gallen Játékvezető: Jan Petřík (cseh) |

| 2024. augusztus 15. 20:30 |

| Śląsk Wrocław                             | 3–2               | St. Gallen                          |
| ----------------------------------------- | ----------------- | ----------------------------------- |
| Schwarz 41' Samiec-Talar 43' Petkov 45+3' | (3–1) Jegyzőkönyv | Toma 21' Geubbels 90+18' (11-esből) |

| Wrocław Stadion, Wrocław Nézőszám: 18 053 Játékvezető: Duje Strukan (horvát) |

| 2024. augusztus 8. 20:00 (21:00 EEST) |

| Botev Plovdiv       | 2–1               | Zrinjski Mostar |
| ------------------- | ----------------- | --------------- |
| Akere 35' Maraš 79' | (1–0) Jegyzőkönyv | Ćuže 77'        |

| Stadion Hristo Botev, Plovdiv Játékvezető: Fábio Veríssimo (portugál) |

| 2024. augusztus 15. 20:00 |

| Zrinjski Mostar            | 2–0               | Botev Plovdiv |
| -------------------------- | ----------------- | ------------- |
| Mulahusejnović 39' Kiš 83' | (1–0) Jegyzőkönyv |               |

| Stadion pod Bijelim Brijegom, Mostar Nézőszám: 5300 Játékvezető: Rob Hennessy (ír) |

| 2024. augusztus 8. 19:00 (20:00 EEST) |

| Omónia        | 1–0               | Fehérvár |
| ------------- | ----------------- | -------- |
| Stępiński 60' | (0–0) Jegyzőkönyv |          |

| GSZP Stadion, Nicosia Játékvezető: Lionel Tschudi (svájci) |

| 2024. augusztus 14. 18:00 |

| Fehérvár | 0–2               | Omónia                     |
| -------- | ----------------- | -------------------------- |
|          | (0–1) Jegyzőkönyv | Semedo 28' Kakoullis 90+5' |

| Sóstói Stadion, Székesfehérvár Nézőszám: 3840 Játékvezető: Jakob Kehlet (dán) |

| 2024. augusztus 7. 19:00 |

| København      | 1–0               | Baník Ostrava |
| -------------- | ----------------- | ------------- |
| Froholdt 90+1' | (0–0) Jegyzőkönyv |               |

| Parken Stadion, Koppenhága Játékvezető: Nathan Verboomen (belga) |

| 2024. augusztus 15. 19:00 |

| Baník Ostrava                        | 1–0 (h. u.)                 | København                              |
| ------------------------------------ | --------------------------- | -------------------------------------- |
| Prekop 42'                           | (1–0, 1–0, 1–0) Jegyzőkönyv |                                        |
| Büntetőpárbaj                        |                             |                                        |
| Klíma Ewerton Kubala Frydrych Chaluš | 1–2                         | Óskarsson Mattsson Elyounoussi Achouri |

| Městský stadion, Ostrava Nézőszám: 14 458 Játékvezető: Stuart Attwell (angol) |

| 2024. augusztus 8. 19:00 |

| Olimpija Ljubljana                      | 3–0               | Sheriff Tiraspol |
| --------------------------------------- | ----------------- | ---------------- |
| Pedro Lucas 45+4' Doffo 65' Sualehe 84' | (1–0) Jegyzőkönyv |                  |

| Stožice Stadion, Ljubljana Játékvezető: Vasilios Fotias (görög) |

| 2024. augusztus 15. 19:00 (20:00 EEST) |

| Sheriff Tiraspol | 0–1               | Olimpija Ljubljana        |
| ---------------- | ----------------- | ------------------------- |
|                  | (0–0) Jegyzőkönyv | Ne. Motika 88' (11-esből) |

| Sheriff Stadion, Tiraszpol Nézőszám: 2422 Játékvezető: Maurizio Mariani (olasz) |

## Rájátszás
A rájátszás sorsolását 2024. augusztus 5-én tartották.

### Rájátszás, kiemelés
A rájátszásban 38 csapat vett részt. A kiemelés a klubok 2024-es együtthatói alapján történt. A csapatokat 4 csoportra osztották. A csapatok utáni sorszámot az UEFA határozta meg a sorsolás előtt. A csapatok a listában a sorszám szerint szerepelnek. A sorsoláskor sorszámokat sorsoltak, a számokhoz tartozó csapatok kerültek párosításra. Az elsőként kisorsolt csapat volt az első mérkőzés pályaválasztója.
- T: A 3. selejtezőkörből továbbjutott csapat, a sorsoláskor nem volt ismert. A dőlt betűvel írtak a 3. selejtezőkörben egy magasabb együtthatóval rendelkező csapat ellen győztek, az ellenfél együtthatójával szerepeltek a sorsoláson.
- EL: Az EL 3. selejtezőkörének főágáról kiesett csapat, a sorsoláskor nem volt ismert. A dőlt betűvel írtak az EL 3. selejtezőkörében egy alacsonyabb együtthatóval rendelkező csapat ellen vesztettek, az ellenfél együtthatójával szerepeltek a sorsoláson.

| 1. csoport                                                                | 1. csoport                                                                      | 2. csoport                                                                                          | 2. csoport                                                                        | 3. csoport                                                                                     | 3. csoport                                                                               | 4. csoport                                        | 4. csoport                                                               |
| Kiemelt                                                                   | Nem kiemelt                                                                     | Kiemelt                                                                                             | Nem kiemelt                                                                       | Kiemelt                                                                                        | Nem kiemelt                                                                              | Kiemelt                                           | Nem kiemelt                                                              |
| ------------------------------------------------------------------------- | ------------------------------------------------------------------------------- | --------------------------------------------------------------------------------------------------- | --------------------------------------------------------------------------------- | ---------------------------------------------------------------------------------------------- | ---------------------------------------------------------------------------------------- | ------------------------------------------------- | ------------------------------------------------------------------------ |
| - København (T) - 1. FC Heidenheim - Lens - Omónia (T) - Trabzonspor (EL) | - Zira (T) - Kilmarnock (T) - St. Gallen (T) - Panathinaikósz (EL) - Häcken (T) | - Fiorentina - Olimpija Ljubljana (T) - Legia Warszawa (T) - Vitória de Guimarães (T) - Asztana (T) | - Zrinjski Mostar (T) - Puskás Akadémia (T) - Brann (T) - Drita (T) - Rijeka (EL) | - Chelsea - İstanbul Başakşehir (T) - Mladá Boleslav (T) - Djurgården (T) - Cercle Brugge (EL) | - Maribor (T) - Servette (EL) - Wisła Kraków (T) - Paks (T) - St. Patrick’s Athletic (T) | - Gent (T) - Real Betis - CFR Cluj (T) - Noah (T) | - Ružomberok (T) - Partizan (EL) - Krivbasz Krivij Rih (EL) - Páfosz (T) |

### Rájátszás, párosítások
Az első mérkőzéseket augusztus 20-án, 21-én és 22-én, a második mérkőzéseket augusztus 28-án és 29-én játszották. A párosítások győztesei az alapszakaszba kerültek, a vesztesek kiestek.
| 1. csapat              | Össz.Tooltip Aggregate score | 2. csapat           | 1. mérk. | 2. mérk.   |
| ---------------------- | ---------------------------- | ------------------- | -------- | ---------- |
| Omónia                 | 6–1                          | Zira                | 6–0      | 0–1        |
| St. Gallen             | 1–1 (t. 5–4)                 | Trabzonspor         | 0–0      | 1–1 (h.u.) |
| Lens                   | 2–3                          | Panathinaikósz      | 2–1      | 0–2        |
| BK Häcken              | 3–5                          | 1. FC Heidenheim    | 1–2      | 2–3        |
| København              | 3–1                          | Kilmarnock          | 2–0      | 1–1        |
| Vitória de Guimarães   | 7–0                          | Zrinjski Mostar     | 3–0      | 4–0        |
| Brann                  | 2–3                          | Asztana             | 2–0      | 0–3        |
| Legia Warszawa         | 3–0                          | Drita               | 2–0      | 1–0        |
| Rijeka                 | 1–6                          | Olimpija Ljubljana  | 1–1      | 0–5        |
| Fiorentina             | 4–4 (t. 5–4)                 | Puskás Akadémia     | 3–3      | 1–1 (h.u.) |
| Djurgården             | 2–0                          | Maribor             | 1–0      | 1–0        |
| Wisła Kraków           | 5–7                          | Cercle Brugge       | 1–6      | 4–1        |
| Mladá Boleslav         | 5–2                          | Paks                | 2–2      | 3–0        |
| St. Patrick’s Athletic | 0–2                          | İstanbul Başakşehir | 0–0      | 0–2        |
| Chelsea                | 3–2                          | Servette            | 2–0      | 1–2        |
| CFR Cluj               | 1–3                          | Páfosz              | 1–0      | 0–3        |
| Partizan               | 0–2                          | Gent                | 0–1      | 0–1        |
| Krivbasz Krivij Rih    | 0–5                          | Real Betis          | 0–2      | 0–3        |
| Noah                   | 4–3                          | Ružomberok          | 3–0      | 1–3        |

### Rájátszás, mérkőzések
| 2024. augusztus 22. 19:00 (20:00 EEST) |

| Omónia                                                                | 6–0               | Zira |
| --------------------------------------------------------------------- | ----------------- | ---- |
| Khammas 13' Semedo 34' (11-esből) 70' Stępiński 45+1' 54' Ewandro 60' | (3–0) Jegyzőkönyv |      |

| GSZP Stadion, Nicosia Nézőszám: 16 551 Játékvezető: Juri Frischer (észt) |

| 2024. augusztus 29. 18:00 (20:00 AZT) |

| Zira      | 1–0               | Omónia |
| --------- | ----------------- | ------ |
| Utzig 79' | (0–0) Jegyzőkönyv |        |

| Dalga Arena, Baku Nézőszám: 1700 Játékvezető: Vitālijs Spasjoņņikovs (lett) |

| 2024. augusztus 22. 21:00 |

| St. Gallen | 0–0         | Trabzonspor |
| ---------- | ----------- | ----------- |
|            | Jegyzőkönyv |             |

| Kybunpark, St. Gallen Nézőszám: 16 291 Játékvezető: Miguel Nogueira (portugál) |

| 2024. augusztus 29. 19:00 (20:00 TRT) |

| Trabzonspor                            | 1–1 (h. u.)                 | St. Gallen                            |
| -------------------------------------- | --------------------------- | ------------------------------------- |
| Destan 52'                             | (0–1, 1–1, 1–1) Jegyzőkönyv | Schmidt 31'                           |
| Büntetőpárbaj                          |                             |                                       |
| Denswil Trézéguet Barišić Drăguș Savić | 4–5                         | Milošević Vallçi Cissé Toma Ambrosius |

| Hüseyin Avni Aker Stadion, Trabzon Nézőszám: 26 064 Játékvezető: Andris Treimanis (lett) |

| 2024. augusztus 22. 21:00 |

| Lens                   | 2–1               | Panathinaikósz |
| ---------------------- | ----------------- | -------------- |
| Frankowski 4' Saïd 34' | (2–0) Jegyzőkönyv | Ioannidis 53'  |

| Stade Bollaert-Delelis, Lens Nézőszám: 37232 Játékvezető: Bogár Gergő (magyar) |

| 2024. augusztus 29. 20:00 (21:00 EEST) |

| Panathinaikósz         | 2–0               | Lens |
| ---------------------- | ----------------- | ---- |
| Pellistri 62' Tetê 85' | (0–0) Jegyzőkönyv |      |

| Olimpiai Stadion, Athén Nézőszám: 58 500 Játékvezető: Juan Martínez Munuera (spanyol) |

| 2024. augusztus 22. 19:00 |

| BK Häcken   | 1–2               | 1. FC Heidenheim       |
| ----------- | ----------------- | ---------------------- |
| Rygaard 36' | (1–1) Jegyzőkönyv | Conteh 31' Scienza 65' |

| Bravida Arena, Göteborg Nézőszám: 4135 Játékvezető: Viktor Kopiievskyi (ukrán) |

| 2024. augusztus 29. 20:30 |

| 1. FC Heidenheim                      | 3–2               | BK Häcken                |
| ------------------------------------- | ----------------- | ------------------------ |
| Pieringer 30' Wanner 84' Honsak 90+2' | (1–0) Jegyzőkönyv | Inoussa 59' Agbonifo 79' |

| Voith-Arena, Heidenheim an der Brenz Nézőszám: 11 600 Játékvezető: Giorgi Kruashvili (grúz) |

| 2024. augusztus 22. 19:00 |

| København                      | 2–0               | Kilmarnock |
| ------------------------------ | ----------------- | ---------- |
| Diks 77' (11-esből) Falk 90+6' | (0–0) Jegyzőkönyv |            |

| Parken Stadion, Koppenhága Nézőszám: 17056 Játékvezető: Fabio Maresca (olasz) |

| 2024. augusztus 29. 20:00 (19:00 BST) |

| Kilmarnock  | 1–1               | København        |
| ----------- | ----------------- | ---------------- |
| Watkins 16' | (1–0) Jegyzőkönyv | Mayo 68' (öngól) |

| Rugby Park, Kilmarnock Nézőszám: 8083 Játékvezető: Radoslav Gidzhenov (bolgár) |

| 2024. augusztus 21. 18:45 (17:45 WEST) |

| Vitória de Guimarães                 | 3–0               | Zrinjski Mostar |
| ------------------------------------ | ----------------- | --------------- |
| Mangas 46' Borevković 51' Mendes 88' | (0–0) Jegyzőkönyv |                 |

| Estádio D. Afonso Henriques, Guimarães Nézőszám: 16007 Játékvezető: Vassilis Fotias (görög) |

| 2024. augusztus 29. 20:00 |

| Zrinjski Mostar | 0–4               | Vitória de Guimarães                                                    |
| --------------- | ----------------- | ----------------------------------------------------------------------- |
|                 | (0–3) Jegyzőkönyv | Manu 32' (11-esből) Nuno Santos 42' N. Oliveira 45+4' Gustavo Silva 71' |

| Stadion pod Bijelim Brijegom, Mostar Nézőszám: 4500 Játékvezető: Robert Jones (angol) |

| 2024. augusztus 22. 19:00 |

| Brann               | 2–0               | Asztana |
| ------------------- | ----------------- | ------- |
| Myhre 12' Finne 70' | (1–0) Jegyzőkönyv |         |

| Brann Stadion, Bergen Nézőszám: 14 777 Játékvezető: David Šmajc (szlovén) |

| 2024. augusztus 29. 16:00 (19:00 KZT) |

| Asztana                       | 3–0               | Brann |
| ----------------------------- | ----------------- | ----- |
| Chinedu 60' 81' Karimov 90+1' | (0–0) Jegyzőkönyv |       |

| Központi stadion, Almati Nézőszám: 8276 Játékvezető: Alekszandar Sztavrev (északmacedón) |

| 2024. augusztus 22. 18:00 |

| Legia Warszawa      | 2–0               | Drita |
| ------------------- | ----------------- | ----- |
| Kramer 56' Gual 83' | (0–0) Jegyzőkönyv |       |

| Lengyel Hadsereg Stadion, Varsó Nézőszám: 19 316 Játékvezető: Chris Kavanagh (angol) |

| 2024. augusztus 29. 20:00 |

| Drita | 0–1               | Legia Warszawa |
| ----- | ----------------- | -------------- |
|       | (0–0) Jegyzőkönyv | Pekhart 90+1'  |

| Fadil Vokrri Stadium, Pristina Nézőszám: 6853 Játékvezető: Daniel Schlager (német) |

| 2024. augusztus 22. 20:00 |

| Rijeka       | 1–1               | Olimpija Ljubljana         |
| ------------ | ----------------- | -------------------------- |
| Ivanović 33' | (1–0) Jegyzőkönyv | Pedro Lucas 76' (11-esből) |

| Stadion Rujevica, Fiume Nézőszám: 6487 Játékvezető: César Soto Grado (spanyol) |

| 2024. augusztus 29. 19:00 |

| Olimpija Ljubljana                                     | 5–0               | Rijeka |
| ------------------------------------------------------ | ----------------- | ------ |
| Florucz 2' Thalisson 13' 45' Kojić 35' Pedro Lucas 47' | (4–0) Jegyzőkönyv |        |

| Stožice Stadion, Ljubljana Nézőszám: 12 616 Játékvezető: Urs Schnyder (svájci) |

| 2024. augusztus 22. 20:00 |

| Fiorentina                                | 3–3               | Puskás Akadémia                          |
| ----------------------------------------- | ----------------- | ---------------------------------------- |
| Sottil 45+3' Martínez Quarta 67' Kean 75' | (1–2) Jegyzőkönyv | Nagy 9' (11-esből) Soisalo 12' Golla 89' |

| Artemio Franchi Stadion, Firenze Nézőszám: 12 091 Játékvezető: Willy Delajod (francia) |

| 2024. augusztus 29. 21:00 |

| Puskás Akadémia                      | 1–1 (h. u.)                 | Fiorentina                                   |
| ------------------------------------ | --------------------------- | -------------------------------------------- |
| Nagy 90+7' (11-esből)                | (0–0, 1–1, 1–1) Jegyzőkönyv | Kean 59'                                     |
| Büntetőpárbaj                        |                             |                                              |
| Komáromi Favorov Golla Szolnoki Nagy | 4–5                         | Mandragora Kouamé Colpani Richardson Biraghi |

| Pancho Aréna, Felcsút Nézőszám: 3528 Játékvezető: António Nobre (portugál) |

| 2024. augusztus 22. 19:00 |

| Djurgården | 1–0               | Maribor |
| ---------- | ----------------- | ------- |
| Nguen 69'  | (0–0) Jegyzőkönyv |         |

| Tele2 Arena, Stockholm Nézőszám: 12 579 Játékvezető: Jasper Vergoote (belga) |

| 2024. augusztus 29. 20:15 |

| Maribor | 0–1               | Djurgården |
| ------- | ----------------- | ---------- |
|         | (0–1) Jegyzőkönyv | Hümmet 4'  |

| Stadion Ljudski vrt, Maribor Nézőszám: 8150 Játékvezető: Manfredas Lukjančukas (litván) |

| 2024. augusztus 22. 20:30 |

| Wisła Kraków | 1–6               | Cercle Brugge                                                      |
| ------------ | ----------------- | ------------------------------------------------------------------ |
| Rodado 85'   | (0–3) Jegyzőkönyv | Minda 8' Somers 10' Ravych 36' Denkey 47' Ouattara 56' Olaigbe 83' |

| Henryk Reyman Stadion, Krakkó Nézőszám: 25 093 Játékvezető: Philip Farrugia (máltai) |

| 2024. augusztus 29. 20:00 |

| Cercle Brugge      | 1–4               | Wisła Kraków                                 |
| ------------------ | ----------------- | -------------------------------------------- |
| Felipe Augusto 77' | (0–2) Jegyzőkönyv | Uryga 15' Kiss 18' Gogół 73' Zwoliński 90+4' |

| Jan Breydel Stadion, Brugge Nézőszám: 5654 Játékvezető: Horațiu Feșnic (román) |

| 2024. augusztus 22. 18:00 |

| Mladá Boleslav                 | 2–2               | Paks              |
| ------------------------------ | ----------------- | ----------------- |
| Kinyik 65' (öngól) Ladra 90+7' | (0–0) Jegyzőkönyv | Böde 80' Papp 85' |

| Lokotrans Aréna, Mladá Boleslav Nézőszám: 4029 Játékvezető: Goga Kikacheishvili (grúz) |

| 2024. augusztus 29. 19:00 |

| Paks | 0–3               | Mladá Boleslav                    |
| ---- | ----------------- | --------------------------------- |
|      | (0–0) Jegyzőkönyv | Jawo 48' Králik 55' Pulkrab 90+2' |

| Fehérvári úti stadion, Paks Nézőszám: 3684 Játékvezető: Lawrence Visser (belga) |

| 2024. augusztus 22. 20:45 (19:45 IST) |

| St. Patrick’s Athletic | 0–0         | İstanbul Başakşehir |
| ---------------------- | ----------- | ------------------- |
|                        | Jegyzőkönyv |                     |

| Tallaght Stadion, Dublin Nézőszám: 6219 Játékvezető: Mohammad Al-Emara (finn) |

| 2024. augusztus 28. 18:00 (19:00 TRT) |

| İstanbul Başakşehir   | 2–0               | St. Patrick’s Athletic |
| --------------------- | ----------------- | ---------------------- |
| Şahiner 65' Kemen 82' | (0–0) Jegyzőkönyv |                        |

| Başakşehir Fatih Terim Stadion, Isztambul Nézőszám: 6223 Játékvezető: Berke Balázs (magyar) |

| 2024. augusztus 22. 21:00 (20:00 BST) |

| Chelsea                           | 2–0               | Servette |
| --------------------------------- | ----------------- | -------- |
| Nkunku 50' (11-esből) Madueke 76' | (0–0) Jegyzőkönyv |          |

| Stamford Bridge, London Nézőszám: 37 902 Játékvezető: Jérémie Pignard (francia) |

| 2024. augusztus 29. 20:30 |

| Servette                     | 2–1               | Chelsea               |
| ---------------------------- | ----------------- | --------------------- |
| Guillemenot 32' Crivelli 72' | (1–1) Jegyzőkönyv | Nkunku 14' (11-esből) |

| Stade de Genève, Genf Nézőszám: 28 000 Játékvezető: Marco Di Bello (olasz) |

| 2024. augusztus 22. 19:30 (20:30 EEST) |

| CFR Cluj     | 1–0               | Páfosz |
| ------------ | ----------------- | ------ |
| Korenica 17' | (1–0) Jegyzőkönyv |        |

| Stadionul Dr. Constantin Rădulescu, Kolozsvár Nézőszám: 5826 Játékvezető: Novak Simović (szerb) |

| 2024. augusztus 29. 19:00 (20:00 EEST) |

| Páfosz                                      | 3–0               | CFR Cluj |
| ------------------------------------------- | ----------------- | -------- |
| Jajá 28' Goldar 31' Tanković 49' (11-esből) | (2–0) Jegyzőkönyv |          |

| Alphamega Stadion, Limassol Nézőszám: 4336 Játékvezető: Craig Pawson (angol) |

| 2024. augusztus 22. 20:15 |

| Partizan | 0–1               | Gent          |
| -------- | ----------------- | ------------- |
|          | (0–1) Jegyzőkönyv | Gandelman 16' |

| Partizan Stadion, Belgrád Nézőszám: 0 Játékvezető: Elchin Masiyev (azeri) |

| 2024. augusztus 28. 18:00 |

| Gent        | 1–0               | Partizan |
| ----------- | ----------------- | -------- |
| Delorge 88' | (0–0) Jegyzőkönyv |          |

| Planet Group Arena, Gent Nézőszám: 10 437 Játékvezető: Filip Glova (szlovák) |

| 2024. augusztus 22. 20:00 |

| Krivbasz Krivij Rih | 0–2               | Real Betis          |
| ------------------- | ----------------- | ------------------- |
|                     | (0–1) Jegyzőkönyv | Ávila 13' Rodri 62' |

| Košická futbalová aréna, Kassa, Szlovákia Nézőszám: 4372 Játékvezető: Arda Kardeşler (török) |

| 2024. augusztus 29. 21:00 |

| Real Betis                    | 3–0               | Krivbasz Krivij Rih |
| ----------------------------- | ----------------- | ------------------- |
| Ruibal 40' Ezzalzouli 41' 43' | (3–0) Jegyzőkönyv |                     |

| Benito Villamarín Stadion, Sevilla Nézőszám: 41 445 Játékvezető: Igor Pajac (horvát) |

| 2024. augusztus 20. 18:00 (20:00 AMT) |

| Noah                                            | 3–0               | Ružomberok |
| ----------------------------------------------- | ----------------- | ---------- |
| Gregório 4' Manvelyan 79' (11-esből) Aiás 90+3' | (1–0) Jegyzőkönyv |            |

| Abovyan városi stadion, Abovyan Nézőszám: 3100 Játékvezető: Joey Kooij (holland) |

| 2024. augusztus 29. 18:30 |

| Ružomberok                                  | 3–1               | Noah     |
| ------------------------------------------- | ----------------- | -------- |
| Luterán 9' Hladík 45+2' Boďa 72' (11-esből) | (2–0) Jegyzőkönyv | Aiás 88' |

| Štadión pod Čebraťom, Rózsahegy Nézőszám: 2535 Játékvezető: John Beaton (skót) |